# Coupole de Santa Maria del Fiore
 (juillet 2025).
La coupole de Santa Maria del Fiore, également connue sous le nom de coupole de Brunelleschi ou coupole du Dôme de Florence, a été élevée de 1420 à 1436 au-dessus du transept de la cathédrale Santa Maria del Fiore à Florence. C'était à l'époque le plus grand dôme du monde depuis l'Empire romain [ 1 ], et il est toujours considéré comme le plus grand dôme jamais réalisé en maçonnerie [ 2 ]. Il a été conçu, dessiné et construit par Filippo Brunelleschi, qui a inauguré avec cette œuvre la Renaissance italienne et florentine en architecture [ 3 ]. Elle est considérée comme l'une des constructions les plus importantes construites en Europe depuis l'époque romaine, en raison de son importance fondatrice dans le développement ultérieur de l'architecture et de la construction modernes [ 4 ] [ 5 ].
Le dôme n'est pas hémisphérique, mais est composé de huit faces ou panneaux pointus, recouverts de tuiles d'argile rouge et bordés de huit nervures de pierre blanche. L'ensemble de la structure repose sur un tambour octogonal, percé de huit oculi pour l'éclairage intérieur. Les nervures convergent vers un anneau octogonal sommital, couronné d'une lanterne qui contribue à laisser entrer la lumière. La structure interne de la coupole est composée de deux coques, l'une intérieure et l'autre extérieure, construites en briques disposées en chevrons. Elles sont reliées entre elles par une grille interne formée de nervures et de veines, qui soutient le dôme et contribue à sa stabilité. L'espace entre les deux calottes forme un espace par lequel on monte jusqu'à la lanterne [ 6 ]. L'extérieur du tambour est recouvert de marbre polychrome et d'une balustrade incomplète qui n'a été construite que sur un des huit côtés. La face intérieure de la coupole est décorée de fresques et de peintures à la détrempe représentant le Jugement dernier [ 7 ].
Les proportions de l’ensemble sont monumentales. La hauteur maximale du dôme est de 116,50 m, le diamètre maximal de la coque intérieure de 45,50 m et celui de la coque extérieure est de 54,80 m. La base des impostes est à 55 m du sol. Le tambour, haut de 13 m et large de 43 m, est situé à 54 m du sol [ 8 ]. La calotte intérieure a une épaisseur à sa base de 2,20 m, qui diminue jusqu'à 2 m au sommet, tandis que la calotte extérieure a une épaisseur qui augmente de 1 m  à 0,40 m. L'anneau de fermeture supérieur du dôme se trouve à 86,70 m au-dessus du sol [ 6 ]. La lanterne mesure 6 m de diamètre et 21 m de haut. Les panneaux trapézoïdaux mesurent 17,50 m de longueur et ont une hauteur de 32,65 m [ 6 ]. Le poids total estimé du dôme est d'environ 30 000 tonnes [ 9 ] et on estime que plus de 4 millions de briques ont été nécessaires à sa construction [ 10 ].
Ses dimensions énormes ont rendu non viables les méthodes de construction traditionnelles utilisant des coffrages, ce qui a donné lieu plus tard à des spéculations sur les théories concernant les techniques de construction utilisées. Brunelleschi n'a laissé aucune trace de dessins, modèles ou esquisses qui renseigneraient sur la procédure utilisée dans la construction de la coupole [ 11 ].
La construction du dôme a duré 16 ans, de 1420 à 1436 [ 14 ]. La construction de la lanterne a commencé en 1446 [ 15 ] et s'est terminée en 1461 [ 16 ]. Le revêtement extérieur du tambour a été réalisé entre 1512 et 1515 [ 17 ], et la décoration picturale de l'intérieur du dôme a duré de 1572 à 1579 [ 18 ].
En 1982, le centre historique de Florence, y compris la cathédrale Santa Maria del Fiore et son dôme, a été déclaré site du patrimoine mondial par l'UNESCO [ 19 ].

## Histoire

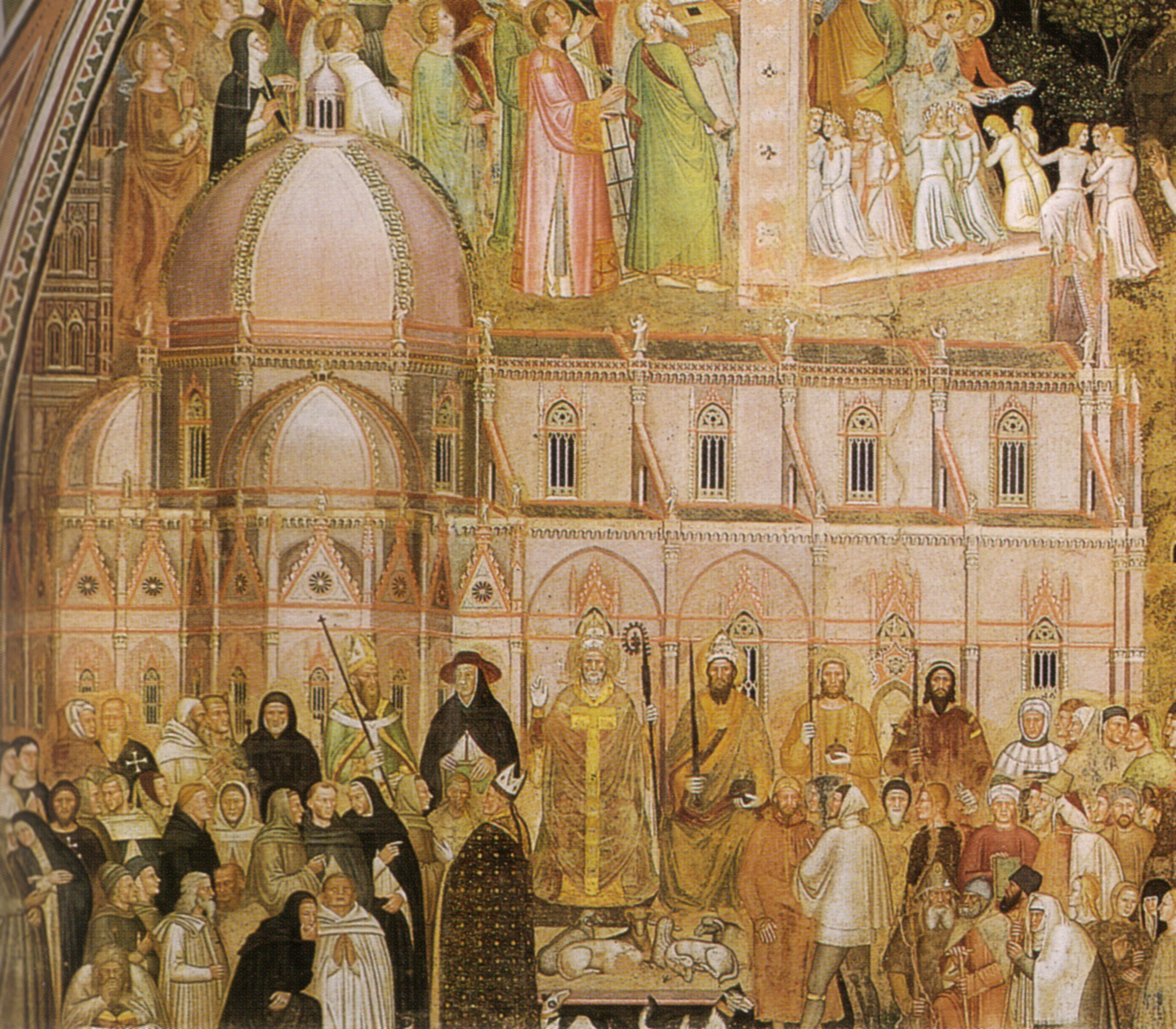
Représentation de Santa Maria del Fiore, par Andrea di Bonaiuto, vers 1355. Chapelle espagnole, Florence.

La construction de l'édifice actuel de la cathédrale de Santa Maria del Fiore a commencé entre 1294 et 1295, remplaçant l'église plus petite de Santa Reparata [ 14 ]. Le tambour fut construit entre 1410 et 1413 [ 1 ], et sa base supérieure achevée entre 1414 et 1415. Cependant, au début du  XVe siècle, le problème du toit, dont la construction préoccupait depuis longtemps les membres de l'Opera del Duomo, n'avait pas encore été étudié en profondeur [ note 1 ]. Ce ne fut pas tâche facile de construire et localiser le point où devait être soutenu l'énorme coffrage en bois qui maintiendrait le dôme jusqu'à sa fermeture définitive avec la clé de voûte [ 21 ]. De plus, il n’était pas possible de soutenir un ouvrage de telles dimensions par un échafaudage traditionnel, car aucune variété de bois n’aurait pu supporter un poids aussi important [ 1 ].
Arnolfo di Cambio, l'architecte qui a conçu la nouvelle cathédrale, avait probablement prévu ce revers, puisqu'il avait imaginé l'achèvement de son édifice par un dôme très différent et bien plus grand que les coupoles traditionnelles des cathédrales médiévales. Son idée d'utiliser une couverture plus conventionnelle peut être vue sur une fresque bien connue d'Andrea di Bonaiuto dans la chapelle espagnole de Santa Maria Novella à Florence [ 22 ]. Le tableau, daté d'environ 1355, montre en arrière-plan une église clairement reconnaissable comme Santa Maria del Fiore, sur laquelle est représenté un dôme sans tambour et de forme hémisphérique, bien que pourvu de côtés très courbes [ 23 ]. Cependant, un dôme semi-circulaire, même s'il était plus petit et ne comportait pas de tambour, aurait eu beaucoup de mal à supporter le poids de la lanterne sans l'aide de renforts. En tout cas, il est possible que Bonaiuto ait donné au dessin une forme plus arrondie que celle que di Cambio avait prévue pour son projet [ 24 ].

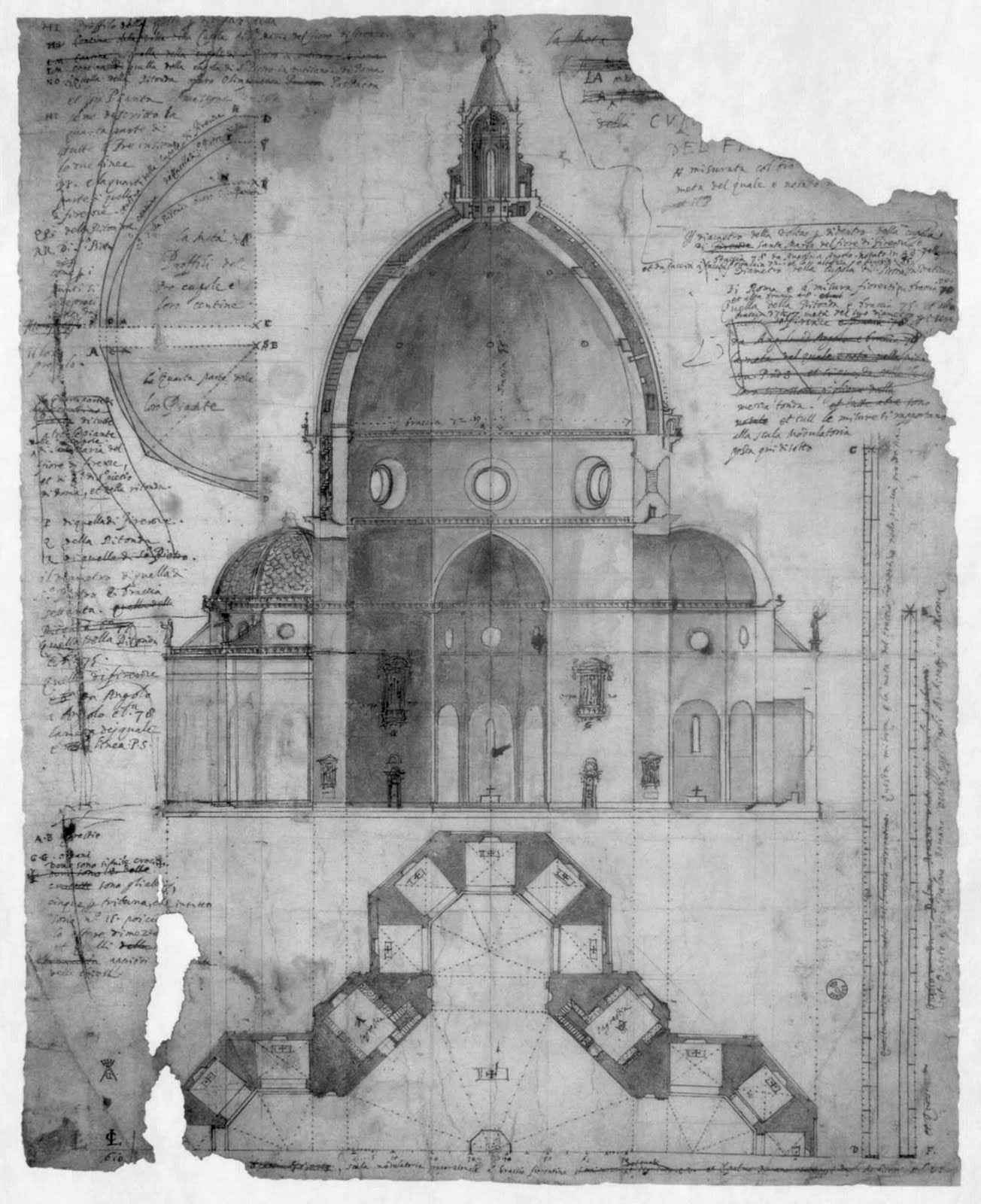
Plan et coupe du dôme et de l'abside, par Ludovico Cardi, dit Cigoli, 1610. Dans le coin supérieur gauche, on peut voir la comparaison, en plan et en profil, avec le Panthéon d'Agrippa et Saint-Pierre de Rome.

Le 19 août 1418, l'Opera del Duomo annonça un concours public pour la construction du dôme [ note 2 ]. En plus de résoudre les problèmes techniques d'ingénierie, il devait terminer le bâtiment de manière harmonieuse, en soulignant sa valeur symbolique, en s'imposant dans l'espace urbain et les environs [ 25 ]. Parmi les dix-sept participants, Filippo Brunelleschi, qui avait réalisé une maquette en bois pour l'occasion, et Lorenzo Ghiberti, passèrent à une deuxième phase. [ 26 ] Brunelleschi perfectionna son modèle, « aussi grand qu'un four », donnant davantage d'informations pour démontrer la faisabilité d'un dôme sans cadre. À la fin de 1419, avec l'aide de Nanni di Banco et de Donatello, il organise une démonstration sur la Piazza del Duomo, entre la cathédrale et le campanile, avec une maquette en brique et mortier, sans cadre. Cette performance a fait une impression positive sur les membres de l'Opera del Duomo [ 26 ]. Le 20 mars 1420, les travaux furent définitivement confiés à Brunelleschi et Ghiberti, qui furent nommés surintendants du Dôme [ note 3 ] [ 28 ].

### Le document de 1420
Le 30 juillet 1420 fut rédigé le projet du soi-disant Document de 1420, attribué à Brunelleschi lui-même, dans lequel fut déterminé le programme de construction du dôme. Il s’agissait de l’un des premiers contrats dans lesquels un contremaître de chantier assumait la responsabilité du projet devant le client [ 29 ]. L’accord décrivait la manière dont le tambour devait être fermé et spécifiait les aspects les plus importants de la construction. Il s’agissait en substance d’un « programme de travail » inédit qui résumait en quelques lignes la structure, la forme et les dimensions du bâtiment. Plutôt que de définir une intention programmatique, Brunelleschi a défini le projet en fournissant des dispositions exécutives. Les douze points énumérés contenaient non seulement l’œuvre achevée, mais indiquaient également les variations, les incidents et les ajouts qui devaient être apportés. Par exemple, plusieurs anneaux de fer devaient être insérés dans les murs du dôme pour soutenir l' échafaudage sur lequel travailleraient les fresquistes [ 30 ].

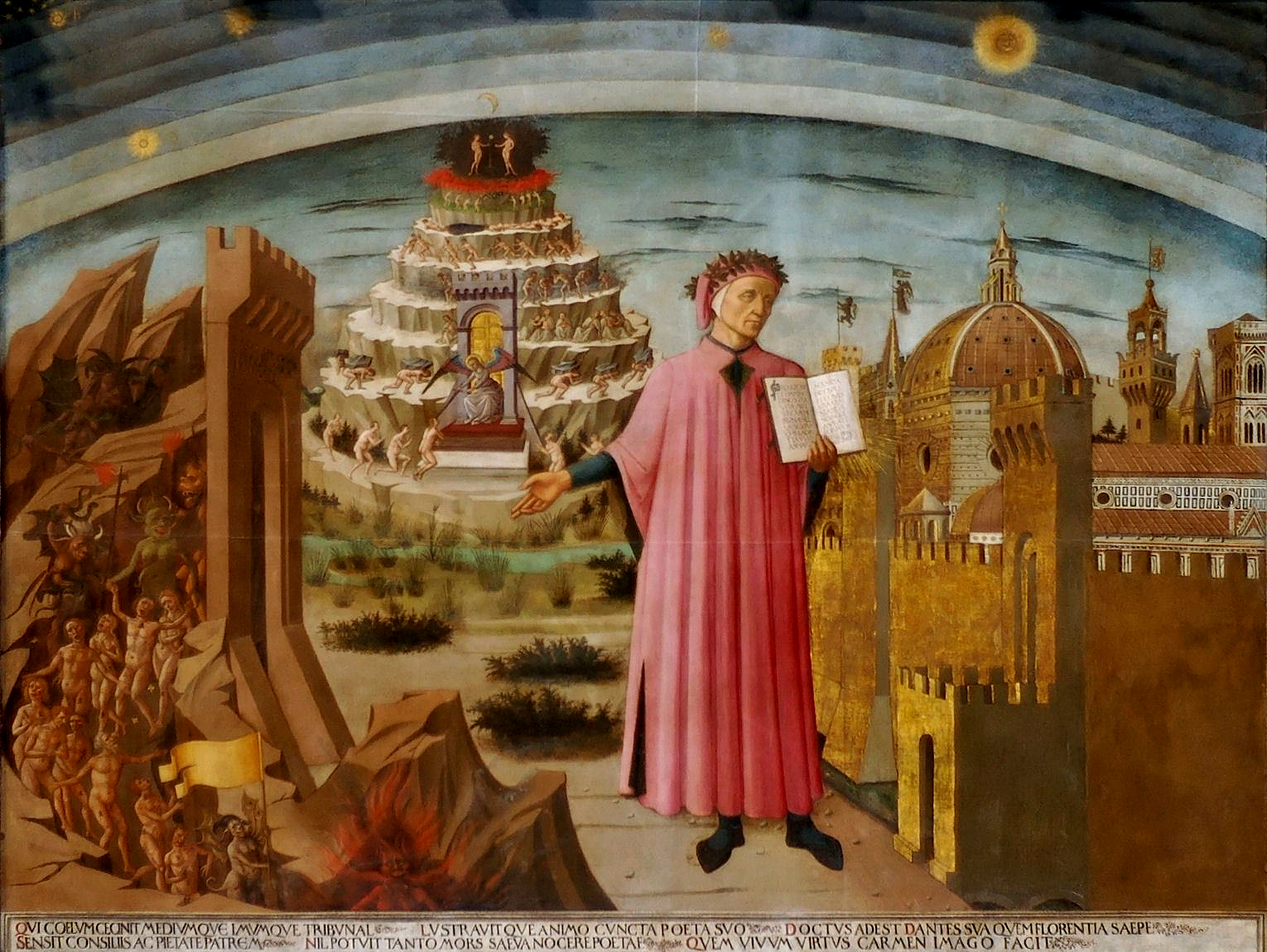
Représentation du dôme de Santa Maria del Fiore dans l'oeuvre Dante et son poème, de Domenico di Michelino, 1465. Le tambour est encore visible sans son revêtement. Cathédrale Santa Maria del Fiore, Florence.

La construction a officiellement commencé le 7 août 1420, avec un banquet d'ouverture [ 31 ]. Avant et pendant cette période, Brunelleschi et Ghiberti entretinrent toujours une grande rivalité, consignée et documentée dans les chroniques de l'époque [ 32 ]. En 1425, après de nombreuses disputes, Ghiberti fut finalement écarté des travaux en raison de diverses erreurs techniques [ 27 ]. Les travaux furent alors entièrement dirigés par Brunelleschi [ 33 ], qui continua son travail sans interruption notable jusqu'à l'achèvement de la base de la lanterne, le 1er août 1436. Le 25 mars 1436, premier jour de l'année dans le calendrier florentin, la fin des travaux fut officiellement célébrée avec la bénédiction solennelle du pape Eugène IV, bien que le dôme ne fût terminé que le 31 août, avec la cérémonie de pose de la dernière pierre [ 34 ]. La consécration a été commémorée par la première du motet isorythmique Nuper rosarum flores de Guillaume Dufay , avec des références aux armoiries de Florence et à la dédicace de la basilique à Santa Maria del Fiore [ 35 ].
Une fois la construction du dôme terminée, un autre concours public fut organisé pour la lanterne, qui fut à nouveau remporté par Brunelleschi. [ 16 ] Les travaux commencèrent en 1446, quelques mois avant la mort de l'architecte [ 35 ]. Ils furent repris sous la direction de son ami et disciple Michelozzo di Bartolomeo, pour être finalement terminés le 23 avril 1461 [ 16 ].
La lanterne a subi divers accidents au cours de l'histoire en raison de la foudre. Les plus importants ont été enregistrés en 1492 et 1601, ce dernier provoquant l'effondrement de la sphère et de la croix de couronnement, qui furent restaurées en 1602 [ 36 ]. La structure a également subi plusieurs tremblements de terre, les plus notables étant ceux survenus en 1453, 1542 et 1695 [ 16 ].
En 1639, plusieurs fissures furent découvertes dans la coupole, courant verticalement depuis le sommet des arcades des murs aveugles, à travers les oculi et atteignant la lanterne. On a observé que ces fissures subissaient des cycles saisonniers alternés d’expansion et de contraction en fonction de la température [ 37 ]. En 1757, Leonardo Ximenes signalait déjà l'existence de plusieurs fissures angulaires sur la face interne des huit bords d'intersection des toiles, situées dans le tiers inférieur de la coupole [ 38 ]. Ces fissures se sont développées lentement au fil des siècles [ 39 ]. Ces dernières années, de nombreuses investigations et études ont été menées, ainsi qu'un suivi du comportement structurel du dôme depuis les années 1980 [ 40 ].

## Description

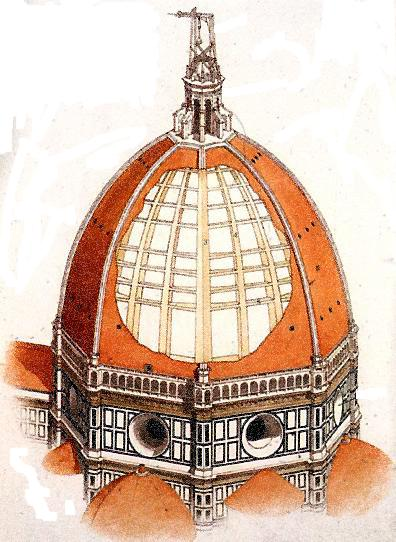
Coupe du dôme de Santa Maria del Fiore, montrant l'emboîtement des poutres conçu par Brunelleschi en 1420.

Le dôme de Santa Maria del Fiore comprend trois éléments principaux : le tambour, le dôme lui-même et la lanterne de couronnement.
Le dôme est composé de huit grandes sections de briques rouges, également appelées segments ou « gallons ». À l'intérieur, la base ou première section est solide jusqu'à une hauteur de 3,50 m à partir du niveau de départ, et formée de six rangées de blocs de grès reliés par des morceaux de fer étamé [41]. De cette hauteur, le dôme est divisé en deux feuilles, une intérieure et une extérieure, en briques et séparées par un espace vide intermédiaire. La coque extérieure sert à préserver et à protéger la coupole contre les influences extérieures [42], tandis que la coque intérieure remplit une fonction structurelle [43]. La coque intérieure mesure 2 m d'épaisseur et la coque extérieure environ 0,60 m d'épaisseur.[44] L'espace intermédiaire mesure environ 1,2 m de large et sur toute sa longueur se trouvent quatre couloirs intérieurs et plusieurs escaliers menant à la lanterne [45]. Il semble que Brunelleschi ait décidé de réaliser ce projet d'espace entre les deux feuilles pour alléger la structure, qui autrement aurait été trop lourde pour être soutenue par les quatre grands piliers sur lesquels repose l'ensemble du dôme [44].

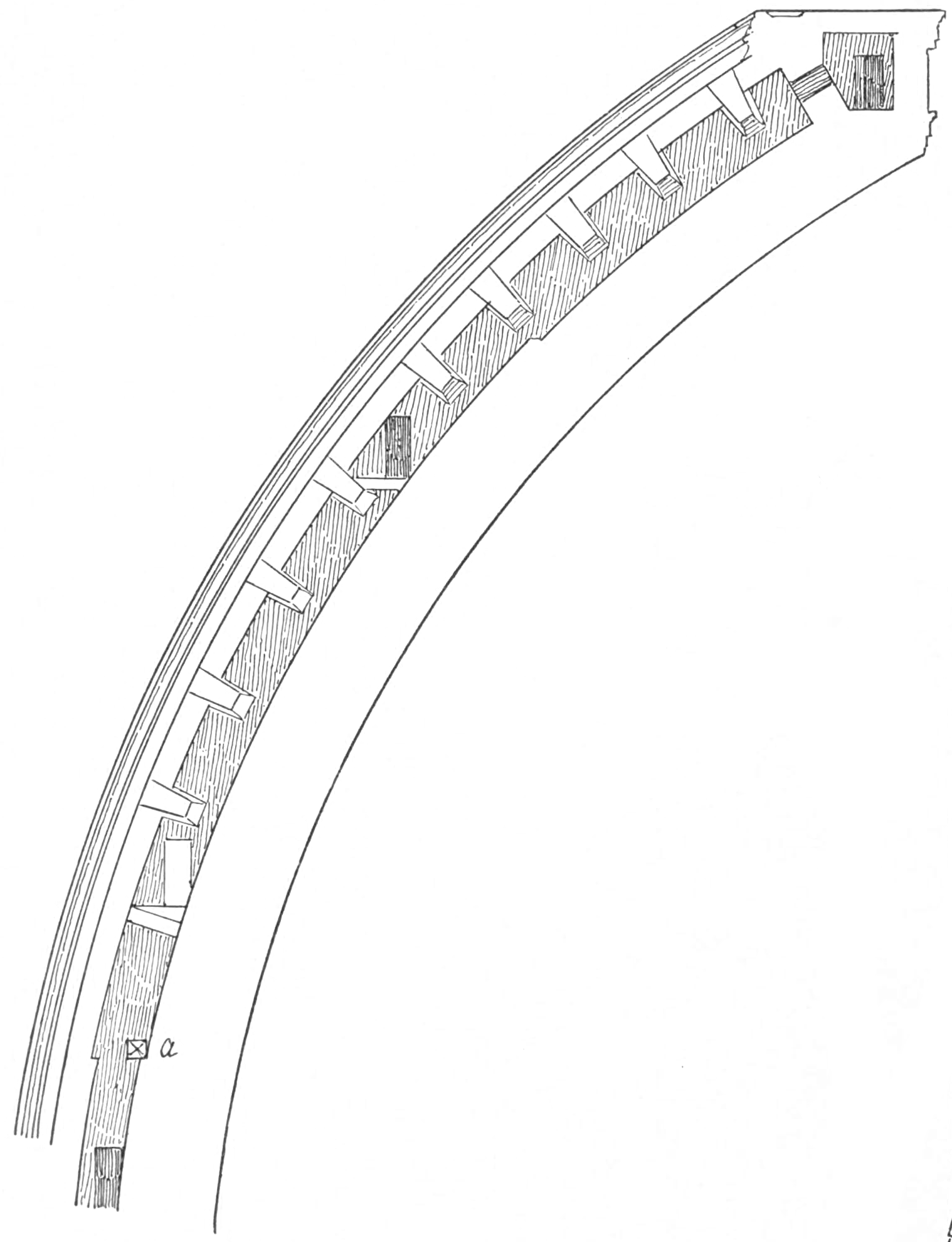
Coupe du dôme, montrant les feuilles intérieures et extérieures, l'espace intermédiaire avec les quatre nefs intérieures, les neuf arcs horizontaux en maçonnerie qui relient les nervures verticales et la chaîne en bois (a). Charles Herbert Moore, Character of Renaissance Architecture, fig. 8, 1905.

Les huit panneaux sont séparés et bordés par huit nervures en pierre [note 4], qui partent des bords du tambour et atteignent la lanterne de couronnement. Ils recouvrent toute l'épaisseur des deux dômes, l'intérieur et l'extérieur, les reliant entre eux. Dans chaque panneau, entre deux de ces nervures principales, deux nervures plus petites sont disposées verticalement, encastrées dans l'espace intermédiaire, ce qui fait un total de 16 nervures plus petites et 24 nervures verticales, y compris les principales. Neuf arcs en maçonnerie sont répartis horizontalement dans des plans parallèles à chaque panneau, reliant les nervures principales aux plus petites. Une ossature en bois de chêne, formée de 24 poutres reliées entre elles par des plaques de fer, relie l'ensemble de la structure dans sa partie inférieure, solidifiant la base du dôme. Les six rangées de blocs de pierre à la base mentionnées ci-dessus, ainsi qu'une chaîne de fer au-dessus d'elles, contribuent également à la solidité de l'ensemble. Le document de Brunelleschi mentionne également une autre chaîne en fer placée au-dessus du chaînage en bois, bien que cette dernière ne soit pas visible ou soit cachée dans la maçonnerie [47]. Les nervures en pierre et toutes les culées sont en pierre de macigno [note 5] et en pietra forte [42].
Les experts ont longuement débattu de l’efficacité de ce système de renforcement. En principe, un dôme est d'autant plus stable que son tambour et la base de l'imposte sont robustes : un système de cerclage adéquat favorise donc la stabilité [note 6]. Ces anneaux auraient pour fonction de « ceinturer » la structure à sa base, dans le but de contrer les forces qui poussent vers l'extérieur. Quant aux chaînes en bois et en pierre, leur utilité est douteuse, en raison de l'élasticité du bois et de l'incapacité de la pierre à travailler sous tension [50].
Quatre séries d'escaliers mènent du sol au sommet du tambour, logé à l'intérieur des quatre grands piliers sur lesquels repose le dôme. Lors de sa construction, deux d'entre eux servaient à monter et les deux autres à descendre, facilitant ainsi la circulation des ouvriers [51]. Ces escaliers se terminent par un premier balcon intérieur qui entoure la base du dôme. De ce balcon, on accède à l'espace entre les deux casquettes par une petite porte, qui mène à son tour à un autre escalier menant aux deuxième et troisième couloirs intérieurs [52]. Enfin, une dernière volée de marches creusées dans le capuchon intérieur mène au quatrième couloir intérieur, situé à la base de la lanterne [53].
Dans chaque panneau extérieur, il y a neuf ouvertures circulaires pour la ventilation, réparties en trois rangées de trois trous chacune. En plus de ceux-ci, d'autres petits trous rectangulaires ont été réalisés pour éclairer et ventiler l'espace entre les deux capuchons.[54] La feuille intérieure comporte seize petits oculi à la hauteur du deuxième et du troisième couloir, deux dans chaque panneau, qui permettaient la vue sur le temple et le montage de l'échafaudage pour la réalisation du revêtement intérieur du dôme [55].

### Géométrie et proportions

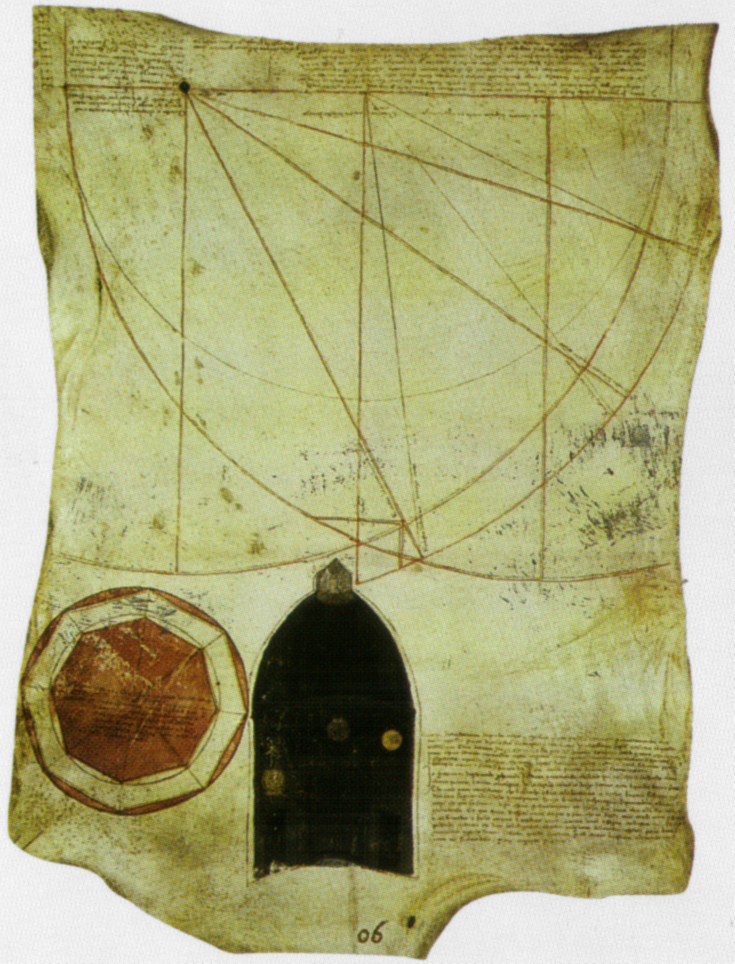
Parchemin avec commentaires sur la disposition du dôme selon la quinte aiguë. Giovanni di Gherardo da Prato, 1426. Archivio di Stato di Firenze, inv. 158.

La composition du dôme suit les proportions dorées, comme c'était la coutume à l'époque, recherchant un sentiment d'équilibre et d'harmonie entre les différentes parties [56]. La base des impostes est à environ 55 m du sol, la lanterne mesure 21 m de haut, le tambour mesure 13 m et la hauteur moyenne du dôme est de 34 m. La hauteur totale de la structure, y compris la boule dorée et la croix dressée au-dessus, est de 116,50 m. Il convient toutefois de noter que les mesures réelles du dôme ont été calculées en armes florentines [note 7] et non selon le système métrique décimal. Par conséquent, toute théorie se référant à la célèbre suite de Fibonacci, c'est-à-dire aux nombres 13, 21, 34, 55..., est totalement erronée et dénuée de sens. Lors de la consécration du dôme en 1436, la composition du musicien flamand Guillaume Dufay, le motet Nuper rosarum flores, a reproduit en musique les relations de la construction [56].
Le contour apparent du dôme suit également des règles très précises. Le profil extérieur est un quart d'arc pointu, tandis que le profil intérieur présente une courbure d'un cinquième d'arc pointu. Le tracé de ces arches est réalisé à partir de la diagonale de l'octogone intérieur, long de 54 m, qui est subdivisé respectivement en quatre et cinq parties égales [note 8]. De cette façon, le profil pointu résultant est un segment circulaire dont le rayon est un cinquième plus grand que la lumière de la voûte [58]. Théoriquement, Brunelleschi espérait que cette forme gothique en ogive offrirait une plus grande stabilité [59], ainsi qu'une plus grande hauteur qu'un dôme hémisphérique [note 9] [61]. Afin de matérialiser le cinquième d'arc aigu dans l'ouvrage, on a utilisé des gabarits en bois avec la courbure de l'arc, qui ont été fixés dans les coins intérieurs de l'octogone et ont glissé vers le haut au fur et à mesure de la construction des panneaux [62]. La disposition du dôme selon la quinte aiguë apparaît reflétée dans le parchemin de Giovanni di Gherardo da Prato de 1426 [63].
Ce profil ressemble également beaucoup à une caténaire inversée ou chaînette inversée, un type de courbe très efficace en termes de stabilité. Cette forme représente physiquement la courbure générée par une chaîne ou une corde suspendue à ses deux extrémités. Selon le mathématicien du XVIIIe siècle Leonardo Ximenes, Brunelleschi aurait intuitivement dessiné une courbe caténaire, dont la géométrie aurait donné au dôme une grande résistance [60]. Comme Leibniz, Huygens et Bernoulli l'ont démontré plus tard, à la fin du XVIIe siècle, c'est la manière la plus stable de concevoir un dôme autoportant, c'est-à-dire soutenu par son propre poids [64].
Pour la construction de sa grande œuvre, Brunelleschi s'est entouré d'une grande équipe d'experts dans divers domaines, parmi lesquels se trouvaient les mathématiciens Paolo dal Pozzo Toscanelli, dont les calculs étaient indispensables au succès du projet [2], et Giovanni dell'Abaco. Brunelleschi lui-même était également un mathématicien et le créateur des règles géométriques de la perspective [56][65].

## Les difficultés du début

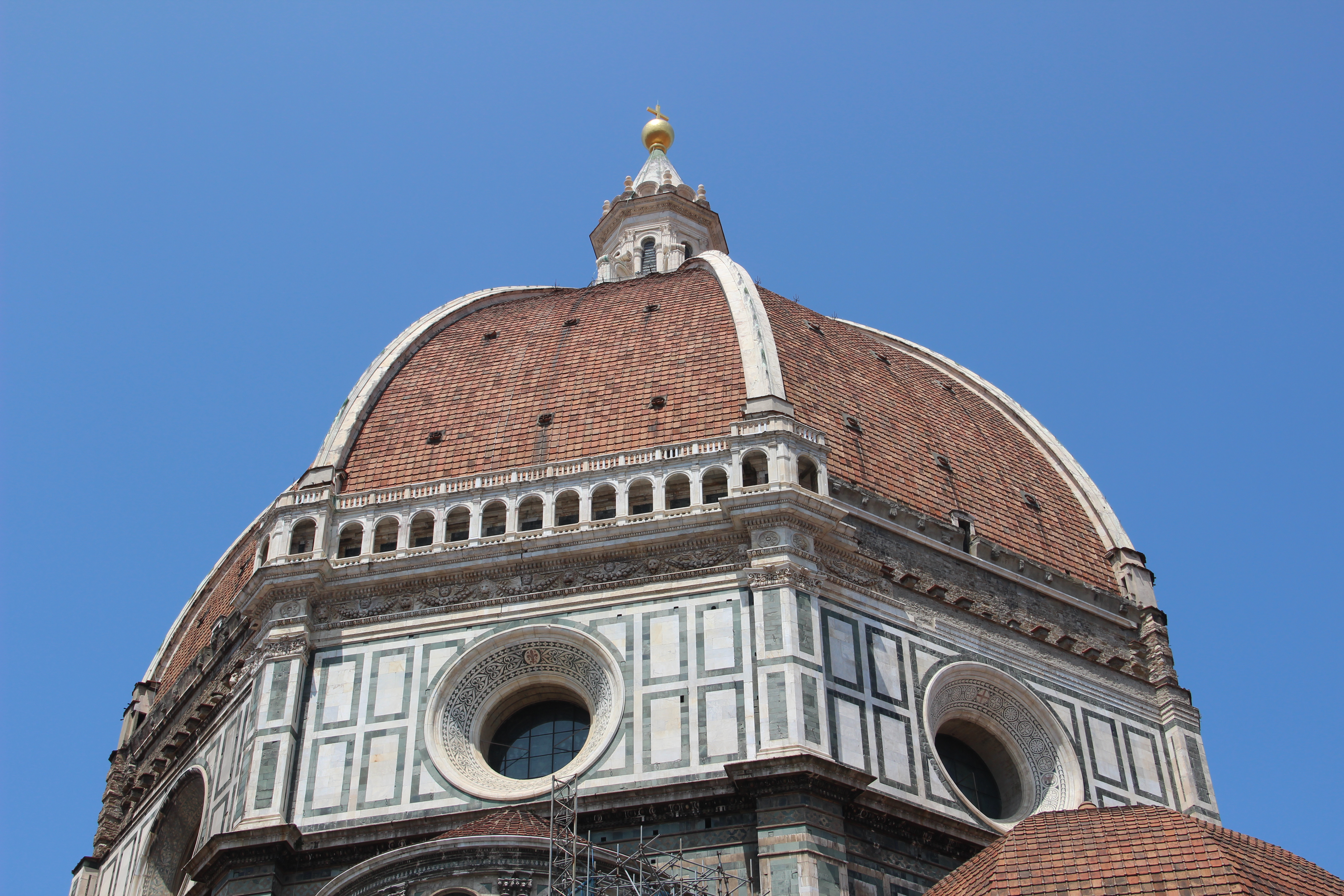
Vue du tambour avec les oculi d'éclairage et la balustrade incomplète. Dans la partie inachevée, on peut voir les têtes des traverses destinées à soutenir le balcon extérieur.

### Le tambour
Le tambour sur lequel repose le dôme est un prisme octogonal, situé entre le sommet des quatre grands piliers angulaires et la ligne d'impostes ou niveau de départ du dôme. La hauteur du tambour est de 13 m depuis le toit de la nef principale de la cathédrale, il a une largeur approximative de 42 m et l'épaisseur de ses murs est de 4 mètres [1]. Il est situé à 54 m du sol. À son sommet s'ouvrent huit grands oculi, éclairant l'intérieur du triconque de l'abside, dont le diamètre est d'environ 4,65 m à l'intérieur et d'environ 7 m à l'extérieur. Tout le poids du dôme et de la lanterne est déchargé sur le tambour, qui est soumis à de grandes contraintes, qui doivent à leur tour être transmises aux quatre piliers d'angle [66]. L'intérieur est délimité par deux balcons à balustrades en porte-à-faux. On accède au premier balcon par quatre escaliers logés à l'intérieur des piliers, qui se rejoignent dans la zone sud-est pour former un seul escalier situé entre les deux calottes du dôme [67].
Brunelleschi avait fixé comme prémisse de départ la construction d'un dôme sur un grand tambour [68]. La taille du dôme était sensiblement plus grande que prévu initialement, surpassant celle du Panthéon de Rome, qui jusqu'alors était considéré comme le plus grand du monde, tandis que la légende l'attribuait à une « œuvre du diable » [2]. Les raisons de cette augmentation dimensionnelle n'étaient pas tant dues à un désir de supériorité sur le dôme romain, mais à la nécessité de renforcer le tambour autant que possible. En fait, il avait été surélevé par rapport au modèle original avec un corps supplémentaire dans lequel avaient été ouverts les huit grands oculi pour l'éclairage. Cette stratégie a également élevé le plan des impostes du dôme au-dessus de toutes les voûtes construites jusqu'alors [note 10]. L'épaisseur réduite du tambour a encore accru le problème, car la résistance aux poussées latérales transmises par le dôme en a été réduite [22].
Cependant, le principal obstacle à la construction du dôme était l'irrégularité du tambour, car ses diagonales ne convergeaient pas vers un seul centre de référence, de sorte que l'axe central vertical du dôme n'était pas unique. [note 11] Au contraire, l'union des angles opposés de l'octogone produisait quatre centres différents, ce qui pouvait conduire à des erreurs, puisqu'ils servaient de référence pour mesurer les distances lors de la construction du dôme. Cette irrégularité aurait pu être résolue en travaillant avec des paires de côtés opposés, comme le suggère l'une des hypothèses de construction mentionnées plus loin [70].

### Type de coupole

Un dôme hémisphérique de révolution est généré par la rotation d'un arc autour d'un axe vertical.

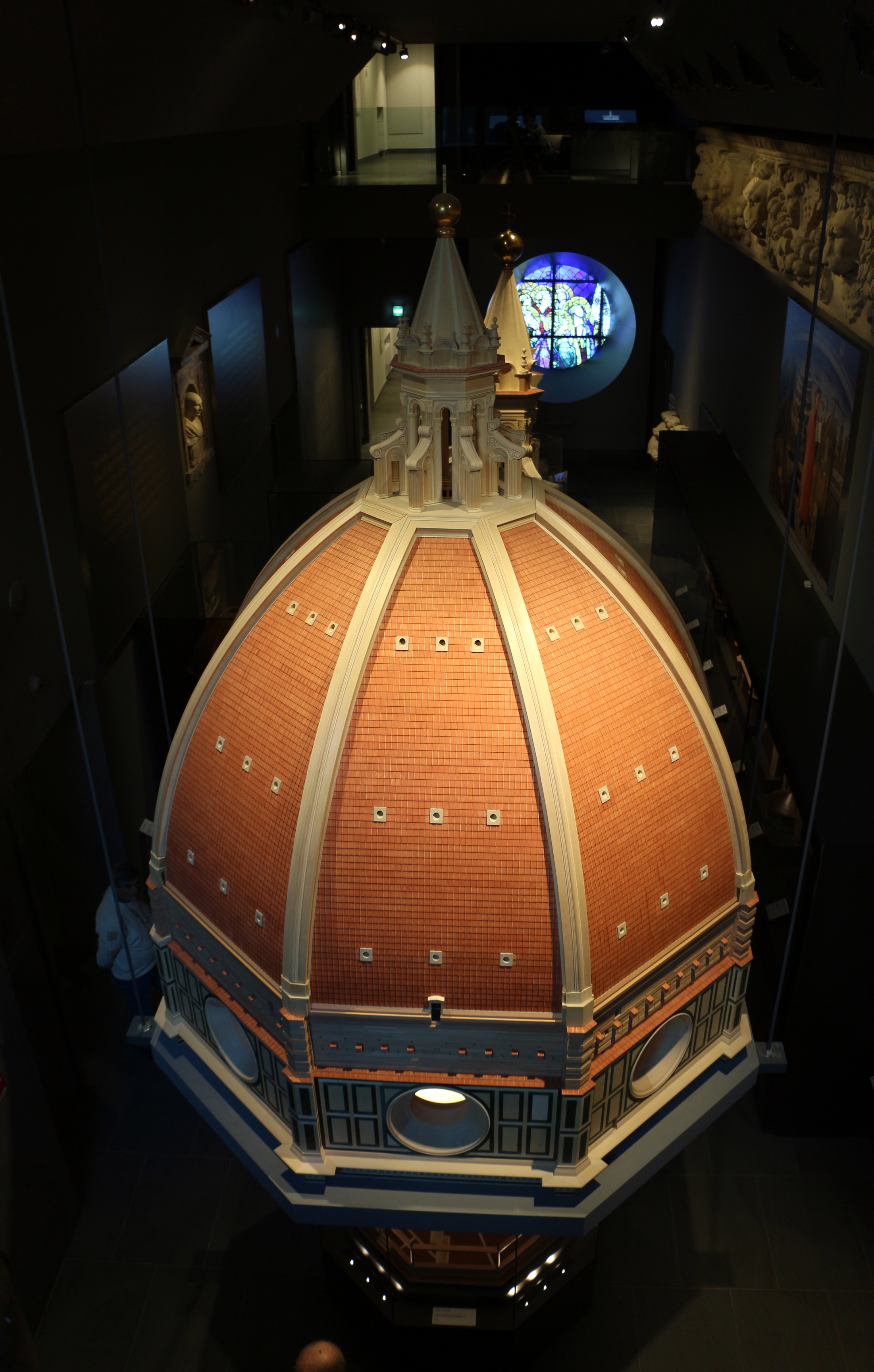
Le dôme de Brunelleschi est généré par l'intersection à 45° de deux voûtes nervurées. Les huit faces planes qui forment le dôme sont ainsi générées. Maquette du Nouveau Musée dell'Opéra del Duomo, salle du dôme.

Un dôme hémisphérique, parabolique ou ellipsoïdal est une figure ou un ensemble de points engendré à partir d'un arc qui tourne autour d'un axe vertical : il est appelé dans ce cas dôme de révolution [note 12]. Il est formé de pièces appelées voussoirs qui sont disposés en forme d'arc jusqu'au voussoir supérieur ou clé de voûte, qui équilibre les efforts de manière analogue à un arc ou une voûte, mais en trois dimensions. Pour laisser entrer la lumière à l'intérieur du dôme, on peut ouvrir une lucarne, accompagnée ou non d'une lanterne. Pour ce faire, la clé de voûte est remplacée par un anneau supérieur de pièces résistant aux contraintes de compression, parfois en bronze pour une plus grande stabilité et durabilité [note 13]. Théoriquement, il est toujours possible de construire un dôme de révolution, puisqu'il est constitué d'anneaux infinis qui se maintiennent ensemble une fois terminés. La technique de construction est assez simple : les briques sont disposées en anneaux circulaires concentriques et superposés, dont le diamètre diminue à mesure qu'elles s'élèvent vers le haut. De cette façon, la structure est autoportante, c'est-à-dire capable de se soutenir elle-même.[72]
Les responsables de la construction du Duomo craignaient que le projet n'exige un dôme octogonal à faces plates, figure très différente d'un solide de révolution. Le dôme de la cathédrale de Florence, plutôt qu'un « dôme » proprement dit, est plutôt une voûte de cloître octogonale [44], décrite comme l'intersection à 45° de deux voûtes nervurées, très similaires à celles des nefs de la cathédrale elle-même. Contrairement à un dôme de révolution, une voûte n'est pas autoportante, il aurait donc été indispensable dans ce cas d'utiliser des coffrages ou des échafaudages en bois pour soutenir les murs en construction jusqu'à la prise du mortier. S'agissant d'une structure à base octogonale, elle présente une discontinuité aux sommets dudit octogone, où se concentrent les tensions [72]. En revanche, en Italie, il n'était pas possible d'obtenir les grandes poutres disponibles en Europe du Nord, et même si cela avait été possible, les énormes poutres utilisées dans les cathédrales de France et d'Angleterre n'auraient pas été suffisantes pour soutenir une voûte comme celle qu'on voulait construire. Selon certaines hypothèses, cette difficulté aurait été résolue par les anneaux horizontaux continus, contenus dans le périmètre de la structure, qui la feraient se comporter de manière similaire à un véritable dôme bien qu'il s'agisse d'une voûte, et seraient donc autoportants [44].

### L'échafaudage

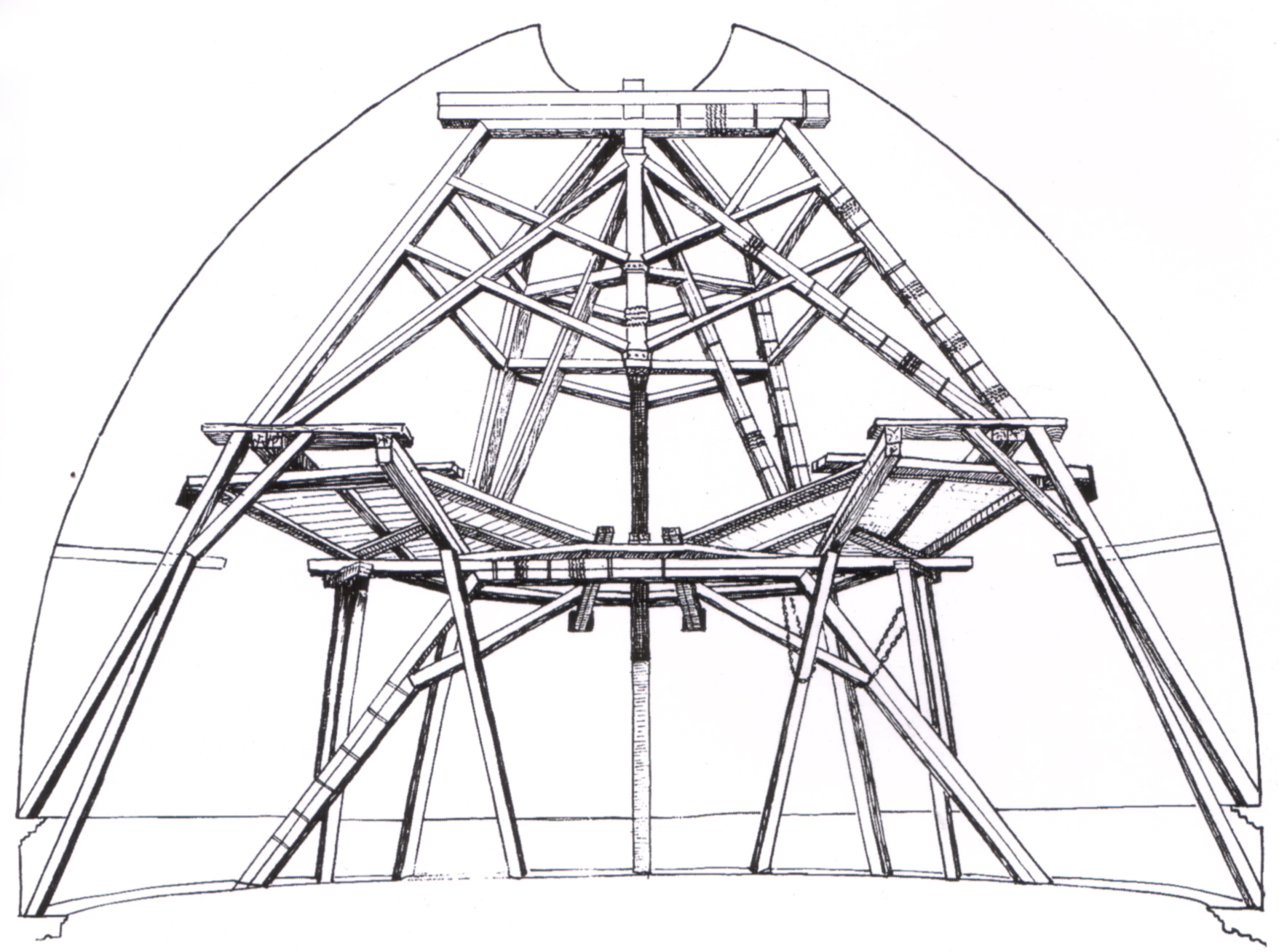
Reconstruction de l'échafaudage intérieur de la coupole de Brunelleschi. Giovan Battista Nelli, seconde moitié du XVIIe siècle.

L’un des inconvénients initiaux de la construction du dôme était l’impossibilité d’utiliser des techniques de construction traditionnelles. Un système d'entablement soutenu d'un côté à l'autre du tambour n'aurait pas été réalisable, en raison de la grande distance qu'il aurait dû parcourir et des forces énormes auxquels il aurait été soumis. L'énorme hauteur à laquelle les travaux ont été réalisés ne permettait pas non plus de construire une structure soutenue par le sol [1]. Bien que la décision de ne pas utiliser de coffrage fixe n'ait pas été prise dès le début, dans le programme de construction du 30 juillet 1420, l'architecte avait déjà prévu une construction sans utilisation de cadres ni de coffrages, à l'exception de l'échafaudage de service. À cet effet, il conçut un échafaudage aérien disposé sur une plate-forme circulaire en bois montée à la hauteur de l'intérieur du tambour, soutenue par de grandes traverses[note 14] insérées dans les flèches [note 15], encore visibles au niveau du plancher du balcon [76], et qui fut progressivement surélevée [77]. Sur cet échafaudage ont été établis huit coffrages en bois, ancrés au mur par des crochets, qui ont été déplacés vers le haut, à mesure de l'avancement de la construction [31]. Cette disposition devait être poursuivie jusqu'à une hauteur de 30 brasses, laissant ouverte la possibilité d'utiliser d'autres solutions de construction ultérieurement [note 16]. Le projet de construire le dôme sans coffrages traditionnels était une idée innovante qui a retenu l'attention de l'Opera del Duomo [22].
Au début des travaux, lorsque le mur du dôme était presque vertical, l'échafaudage était soutenu par des poutres insérées dans le mur, tandis que pour la dernière section, lorsque le dôme s'incurvait pour converger vers le centre, Brunelleschi a conçu un autre échafaudage suspendu au creux central, peut-être soutenu par de longues poutres sur une plate-forme reposant sur un niveau inférieur, où auraient également été placés les matériaux et les machines de construction [77].

### Organisation des travaux

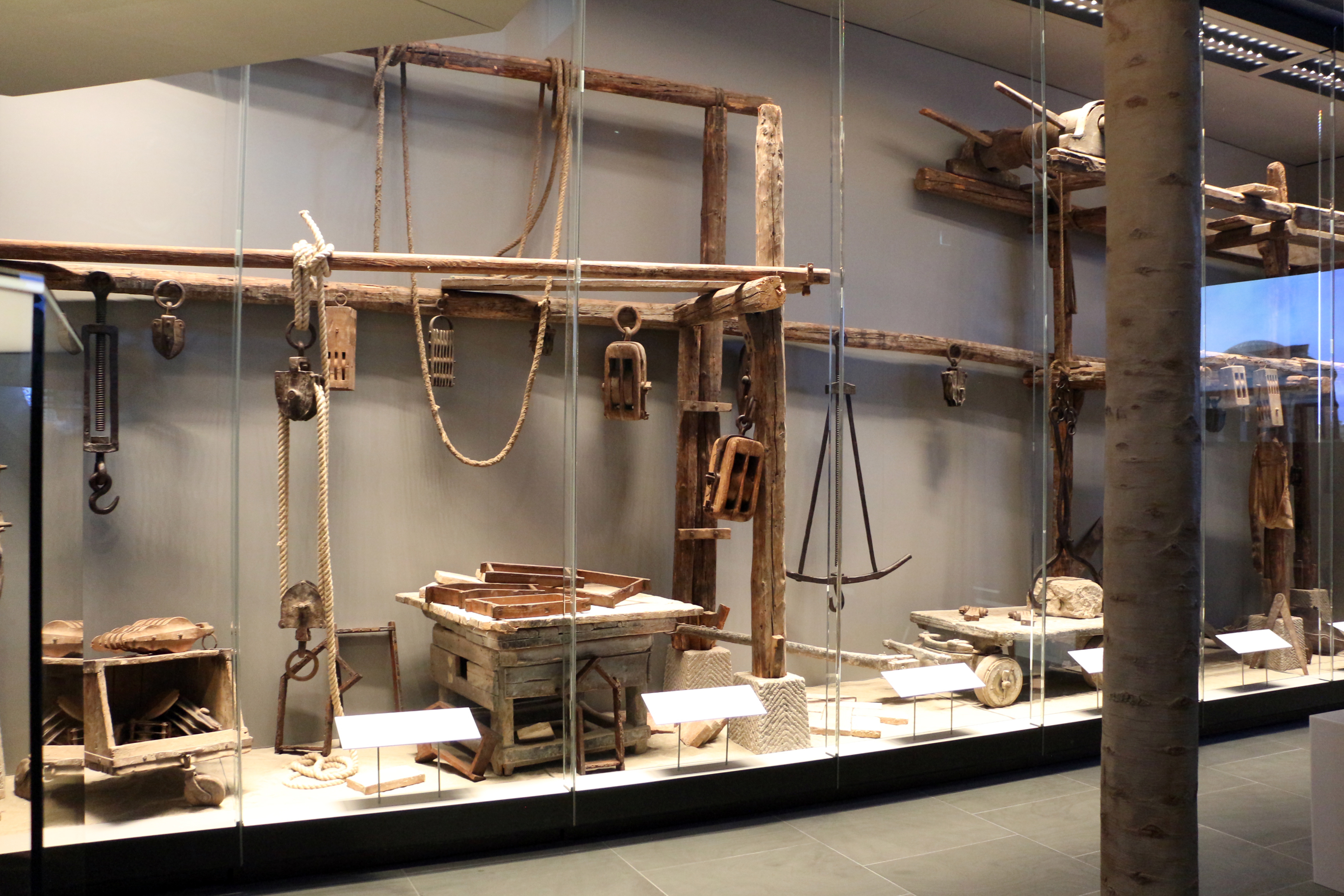
Treuils et machines pour la construction du dôme, Musée de l'Opéra du Duomo, Florence.

Les travaux ont été organisés principalement dans la zone du presbytère, où étaient stockés les matériaux, les machines et les outils, ainsi que dans les quatre zones où se trouvent les absides. À la base du dôme fut construit le grand échafaudage annulaire intérieur où étaient organisés les travaux. Dans d'autres endroits autour de la cathédrale étaient stockés du bois et du marbre, des outils de travail, une forge, une briqueterie et un espace réservé aux artistes, où Brunelleschi construisit une maquette du dôme [78][note 17].
La plupart des ouvriers travaillaient sur les échafaudages, tandis que ceux qui utilisaient les machines et les fonctionnaires qui supervisaient la réception des matériaux travaillaient au sol. À mesure que les travaux progressaient en hauteur, il devenait obligatoire de prendre des mesures de sécurité plus importantes. Des parapets furent placés sur les échafaudages, la consommation de vin pur fut interdite pendant la journée de travail et les ouvriers furent autorisés à accepter ou à refuser les activités les plus risquées, avec une différence de salaire évidente. Pour garantir que le rythme de travail ne connaisse aucun temps d'arrêt, les ouvriers ne descendaient de l'échafaudage qu'une fois par jour et étaient approvisionnés directement en matériel de travail et en nourriture [80]. L'organisation des travaux de construction a été possible grâce à une main-d'œuvre experte et digne de confiance, un système de distribution des différentes tâches et un approvisionnement efficace en matériaux. L'effectif était renouvelé chaque année, même si le personnel le plus expérimenté assurait sa continuité. Les travailleurs devaient accepter de suivre des règles de conduite précises et les salaires étaient attribués en fonction de la qualité du travail effectué [81].
Les travaux de construction étaient organisés en huit secteurs parallèles, un pour chaque panneau, ce qui a permis de les ériger de manière uniforme, car ils devenaient autoportants à mesure que le mortier commençait à prendre. Le gréement, disposé en corde lâche [note 18] et en chevrons [note 19], permettait la continuité des surfaces et l'emboîtement correct des briques, même lorsque le mortier était frais. Ainsi, ces deux techniques étaient essentielles pour la construction du dôme sans coffrage fixe [84]. Brunelleschi avait calculé avec une grande précision chaque détail, de l'inclinaison des murs à la disposition des briques en chevrons, afin que le dôme puisse se tenir debout tout seul à mesure de sa croissance, sans avoir besoin de s'appuyer sur un traditionnel et énorme échafaudage en bois élevé depuis le sol [85].

### Les machines de Brunelleschi
Il n'était pas possible de transporter de grandes quantités de matériaux par les escaliers en colimaçon empruntés par les maçons pour accéder à la base de l'échafaudage, et Brunelleschi dut concevoir de nouvelles machines et de nouveaux outils, qui inspireraient plus tard d'autres ingénieurs de la Renaissance, comme Léonard de Vinci [note 20]. La principale machine de levage était le treuil réversible, situé au niveau du sol, qui permettait de lever et d'abaisser de lourdes charges sans avoir à inverser le sens de rotation et pouvait soulever une large gamme de poids, du plus léger au plus lourd, avec la même puissance de traction, sans qu'il soit nécessaire d'avoir recours à des animaux supplémentaires ou à plusieurs opérations de levage. Le treuil réversible a fonctionné pendant dix ans sans modifications ni réparations notables [86].

Machines de levage
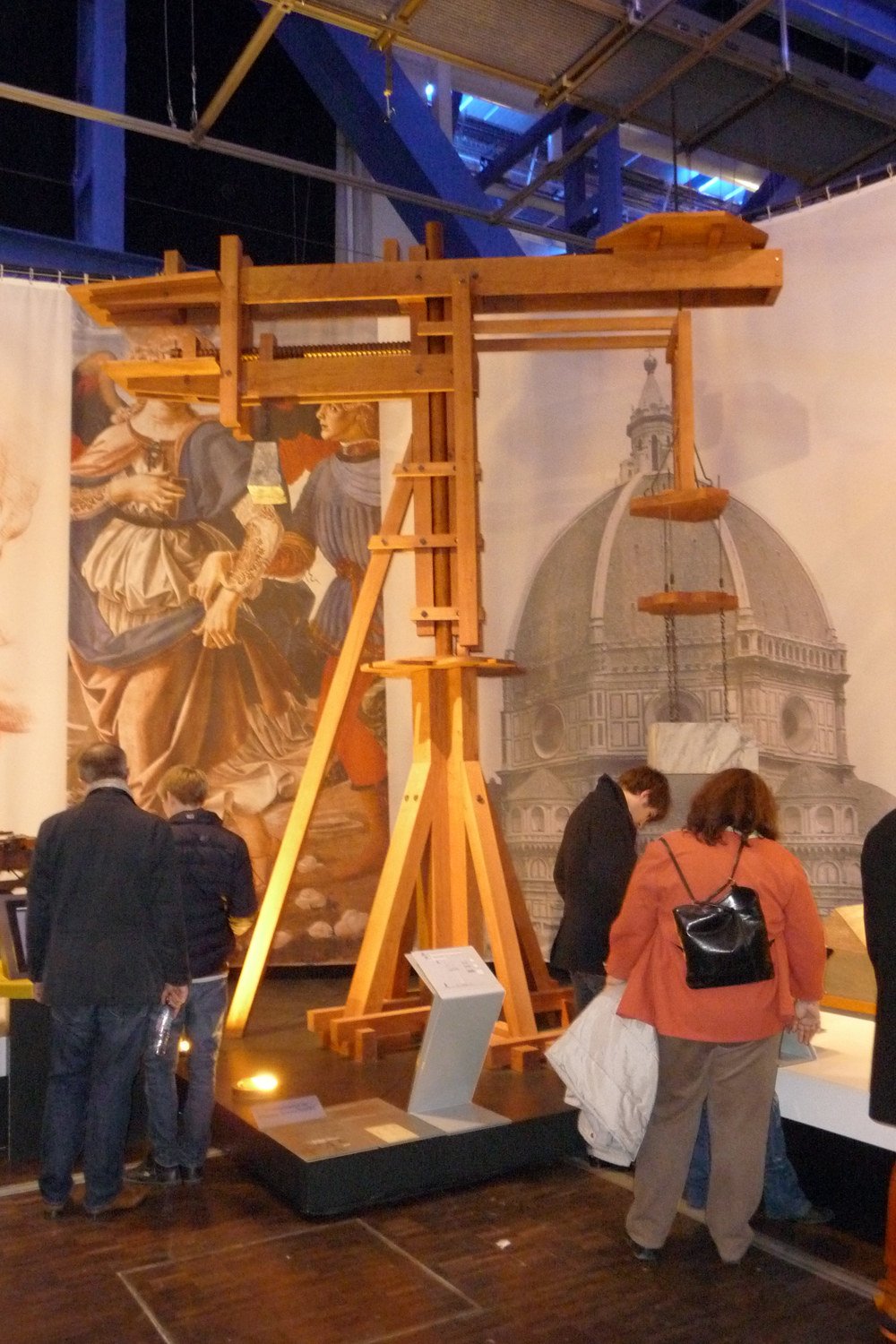
Maquette de la grue pivotante de Brunelleschi d'après un dessin de Léonard de Vinci.
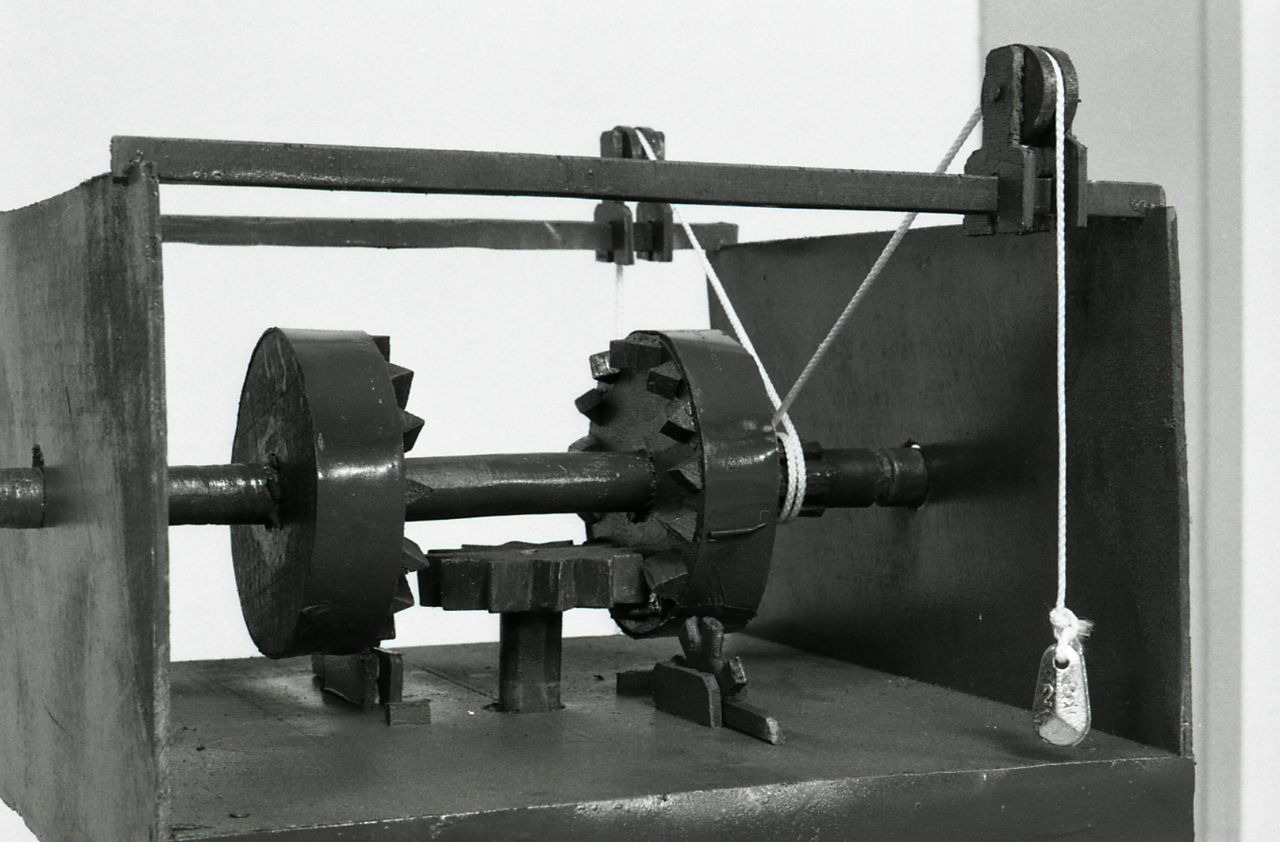
Modèle du treuil réversible. Image prise par Paolo Monti. Service photographique (Florence, 1975)
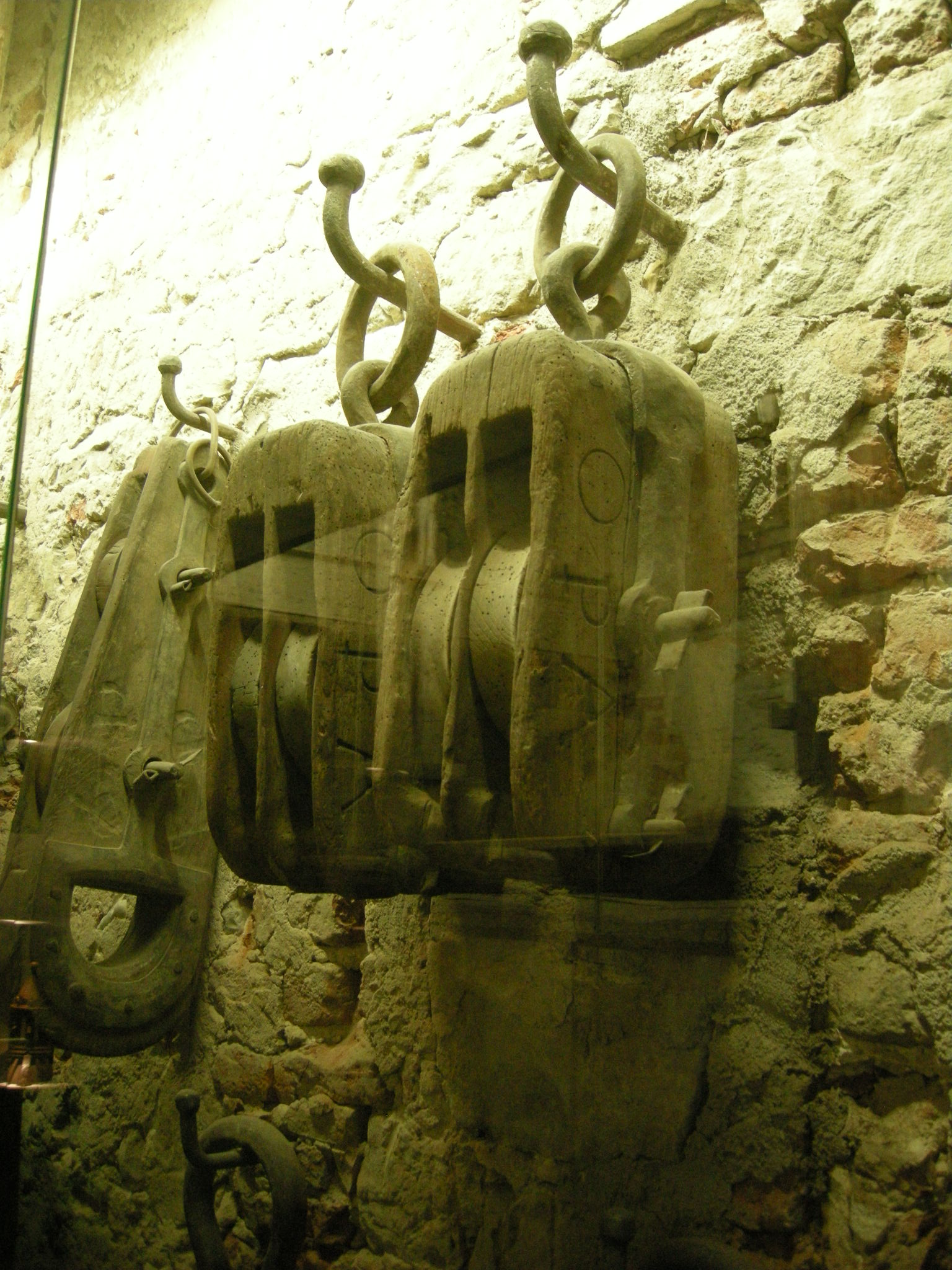
Poulies utilisées dans la construction du dôme, Musée de l'Opéra du Duomo, Florence.

En plus du treuil réversible, des grues et des machines ont été conçues pour soulever avec précision des charges lourdes, situées sur l'échafaudage interne ou sur les murs du dôme. Une grande grue de 20 m de haut a été utilisée pour fermer la clé de voûte et soulever les matériaux de la lanterne. Un autre d'entre eux, probablement celui dessiné par Bonaccorso Ghiberti, a été monté sur l'oculus pour la construction de la clé de voûte. De nombreux autres mécanismes et dispositifs utilisés, tels que des treuils légers ou des palans rotatifs à câble, sont également attribués à Brunelleschi [87].
Ces mécanismes utilisés pour soulever des matériaux pendant la construction sont en eux-mêmes une étape importante dans la technologie du bâtiment [88]. La plupart des experts, de Giorgio Vasari à Ross King, les considèrent comme une application des techniques conçues par Brunelleschi pour ses célèbres horloges [89], dont seule celle de la tour du Palazzo dei Vicari à Scarperia a survécu [90]. Aucune des machines de Brunelleschi n'est parvenue jusqu'à nouss, bien qu'il existe de nombreuses copies dans divers dessins réalisés par Mariano di Jacopo, Francesco di Giorgio, Bonaccorso Ghiberti et Leonardo da Vinci [91][92].

Mécanismes conçus par Brunelleschi
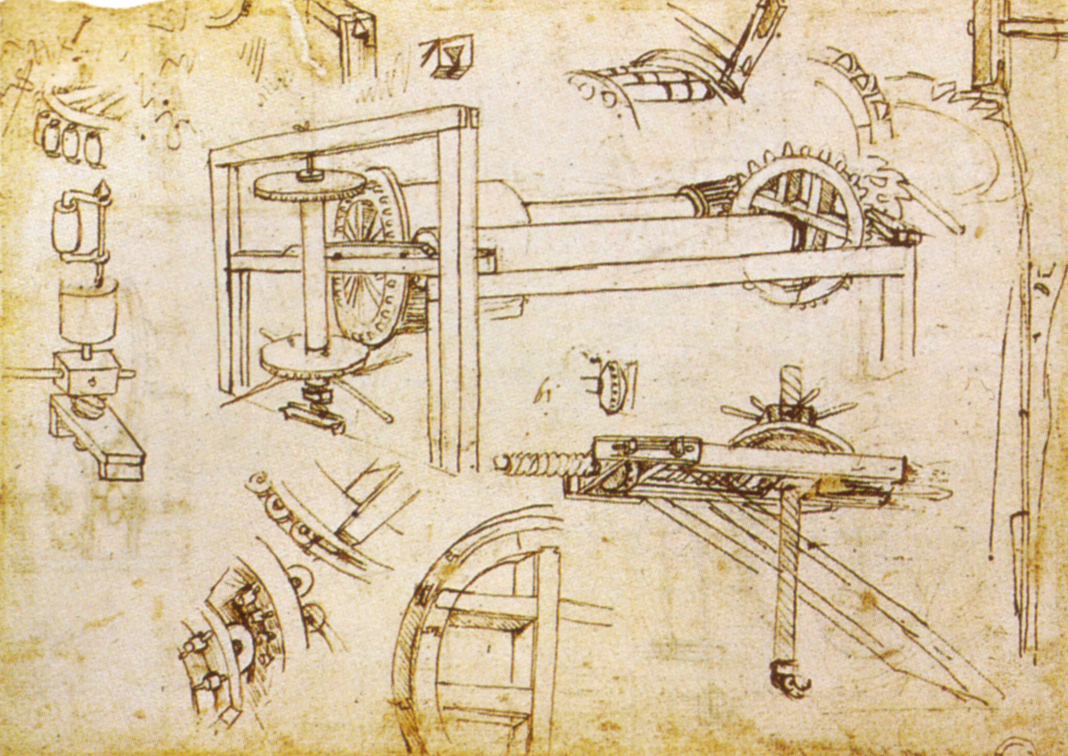
Dessin du grand treuil de sol réversible. Léonard de Vinci, Le cabestan à trois vitesses de Brunelleschi, vers 1480, Biblioteca Ambrosiana.
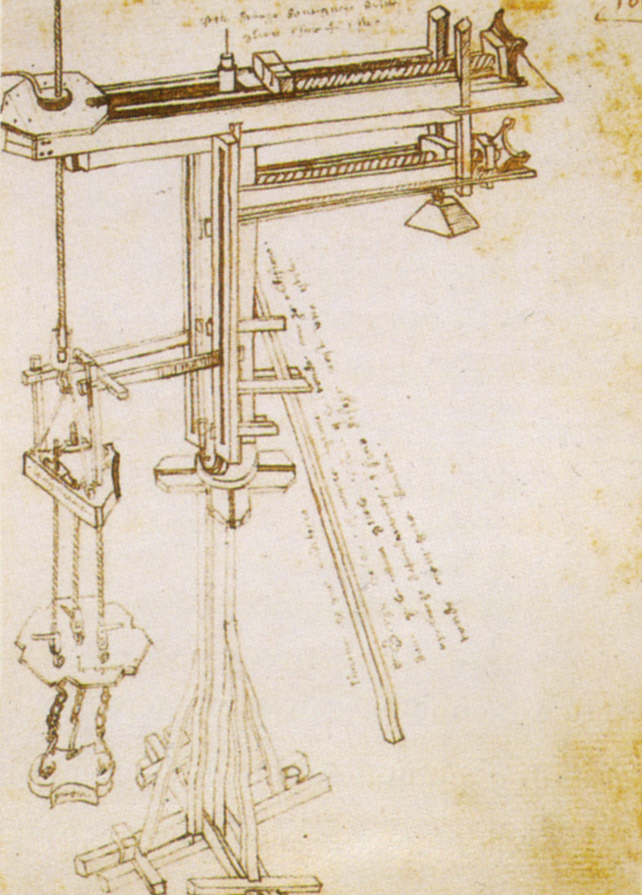
Grue mobile avec dispositif de placement de charges. Bonaccorso Ghiberti, Vue de la Grue de Brunelleschi, 1366-1368, BNCF.
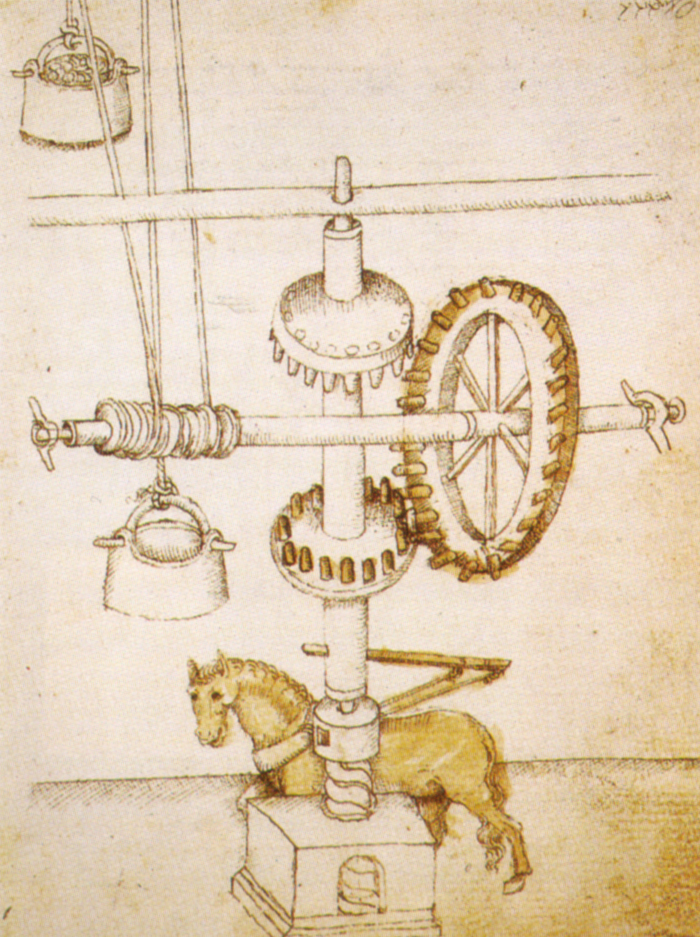
Mariano di Jacopo, dit il Taccola, Vue générale de la grue de Brunelleschi, première moitié du XVe siècle, BNCF.

### Hypothèses de construction

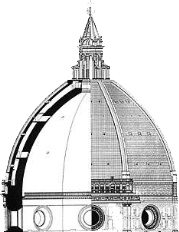
Section du dôme de Santa Maria del Fiore à Florence, montrant le double dôme conçu par Brunelleschi en 1420.

Filippo Brunelleschi était célèbre à Florence, en plus d'être un artiste polyvalent, comme possédant un caractère quelque peu colérique et un sens de l'humour plutôt mordant [note 21]. Il était également un maître dans l'art de la manipulation [94]. De plus, il est considéré comme le père de la perspective, qui est une représentation imaginaire d'une réalité tridimensionnelle au moyen d'un système bidimensionnel [95][96][97].
Pour la construction du dôme, il semble que Brunelleschi ait également joué un jeu de tromperie, car après des années de débats sur ce qu'était « l'artifice magique » qui avait permis sa construction, aucune conclusion définitive n'a été atteinte. Le dôme octogonal à côtes plates, construit sans coffrage et avec le mortier à prise lente de l'époque, ne pouvait théoriquement pas tenir. L'architecte, très prudent, a essayé de révéler le moins possible ses techniques de construction [2]. La disposition des briques en chevrons, visible dans le couloir creux entre les deux dômes, est généralement mentionnée comme faisant partie du « secret », bien que sa fonction ne soit pas réellement comprise. Selon certains experts, ces surfaces de maçonnerie ne correspondraient pas à une véritable fonction structurelle, mais ne seraient qu'une tromperie [98], peut-être dans le but d'éviter des critiques ou le vol de son idée [99].
Les détails de la structure du dôme, ainsi que les processus de construction utilisés par Brunelleschi, restent cachés à l'intérieur des murs. Les spécifications du document 1420 sont conformes au résultat final, mais fournissent peu d’informations sur les méthodes de construction utilisées [11]. Diverses théories ont été proposées sur le système de construction et son fonctionnement, mais aucune n’est concluante [100].
Un dôme de révolution contenu dans le dôme octogonal

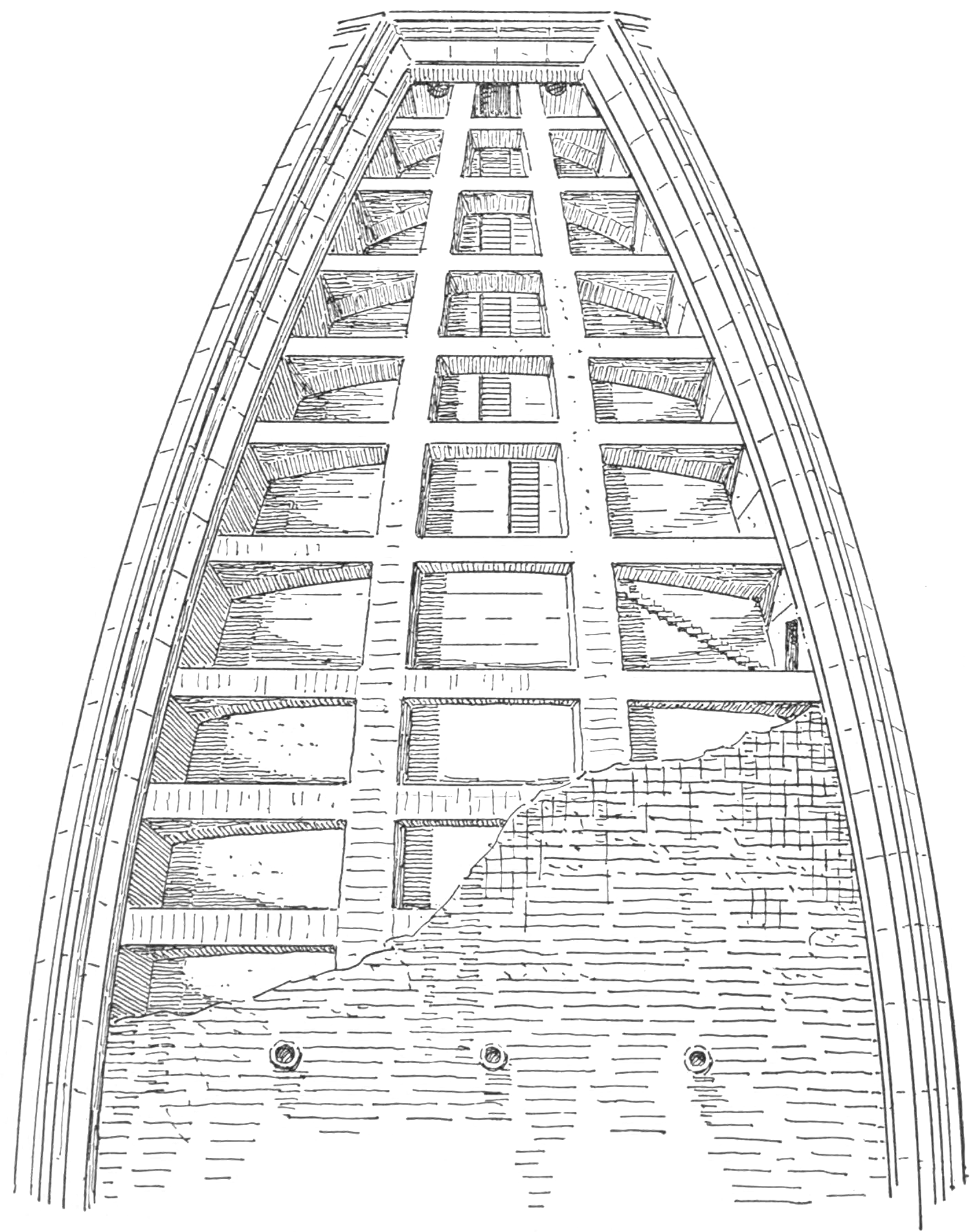
Schéma d'une des huit faces qui forment le dôme, montrant les nervures de liaison horizontales à profil variable. Caractère de l'architecture de la Renaissance, figure 7. Charles Herbert Moore, 1905.

L'une des théories les plus connues est celle mentionnée séparément par les professeurs Rowland J. Mainstone et Salvatore Di Pasquale [101] [102] [11], et qui avait déjà été signalée plus anciennement par Alberti [103] [104]. En 1977, lors du retrait des tuiles d'une des sections en vue de leur restauration, on a découvert que les lignes de pose des briques n'étaient pas horizontales, mais suivaient une courbe ascendante, connue sous le nom de funambulisme. Ce fait, qui n'avait jamais été remarqué auparavant, a conduit à un examen plus approfondi de la disposition des briques [note 22]. On a en outre observé que les faces des briques n'étaient pas horizontales, mais étaient inclinées en rangées convergeant vers un point au centre de l'octogone à la base du dôme. C'était comme si le dôme à côtés plats avait été réalisé comme un assemblage de parties de maçonnerie d'un dôme classique. Les chercheurs ont conclu que les briques étaient disposées comme si elles allaient construire un dôme de révolution. De cette façon, et pour assurer l'autoportance de la structure, il suffirait qu'un dôme de révolution d'épaisseur adéquate soit inscrit dans l'épaisseur des murs pour sa stabilité [105].
Cependant, comme il ne pouvait pas construire le dôme avec une épaisseur suffisamment grande pour contenir un dôme de révolution, Brunelleschi créa un dôme avec une double calotte et des nervures de liaison horizontales entre elles. Celles-ci ne sont pas de section constante, mais sont plus épaisses à la jonction avec les huit grandes côtes principales, tandis que leur épaisseur diminue au centre du tissu. Le profil de ces arcs, ainsi que le profil de l'intrados de la calotte extérieure du dôme, génèrent une forme presque circulaire [106], de sorte qu'entre les deux calottes, il serait possible d'inscrire un anneau circulaire complet de moindre épaisseur, qui serait tangent aux angles de l'octogone intérieur et aux points médians de l'octogone extérieur. Ainsi, le dôme octogonal réel serait assimilable à un dôme virtuel de révolution équivalent [103] [11].
Méthode des cônes de révolution

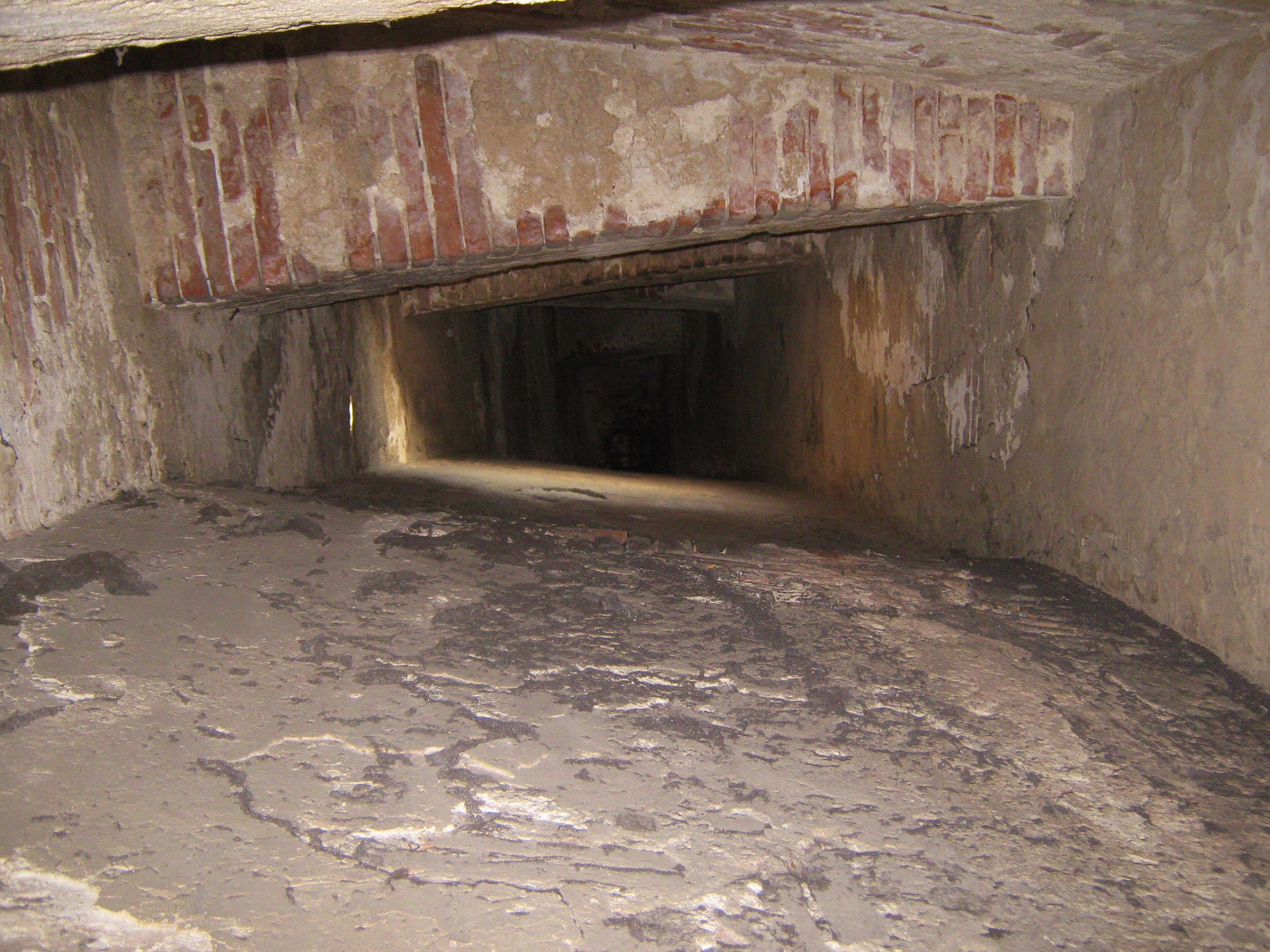
Détail de l'espace entre les dômes intérieur et extérieur, où l'on peut voir l'une des 24 nervures de section variable disposées horizontalement.

Ce système exige que les assises de mortier décrivent la forme d'un cône de révolution inscrit dans un dôme circulaire, avec un axe vertical commun coïncidant avec l'axe vertical du dôme et son sommet pointant vers le bas [11]. Là où ce cône virtuel croise la forme octogonale du dôme, une ligne conique en corde raide est produite [107]. Essentiellement, cette théorie propose que le dôme serait composé d'une série de sections coniques horizontales, dont l'inclinaison augmenterait à mesure que la hauteur serait atteinte, et dont les assises de mortier augmenteraient également leur courbure avec la hauteur [108].
Quant à la fonction des briques à chevrons, selon Paolo Rossi [109], elle aurait été de soutenir la structure jusqu'à sa fermeture par la clé de voûte, évitant ainsi l'utilisation de grandes fermes [110]. De cette façon, Brunelleschi aurait réussi à construire le dôme octogonal en maçonnerie sans l'aide de coffrage et d'une manière quelque peu intuitive [103].
Cependant, cette théorie a été remise en question par certains experts dans les années 1980, car un dôme virtuel de révolution, contenu dans un autre énorme dôme octogonal de plus grande épaisseur et de plus grand poids, aurait produit une grande quantité de « poids mort » sans grands avantages en retour. De plus, cette hypothèse n'accordait aucune importance ni fonction structurelle aux huit grandes nervures principales et, en substance, ne considérait pas le dôme comme une structure intégrée dans toutes ses parties [110].
Un dôme radial dessiné avec des cordes de guidage

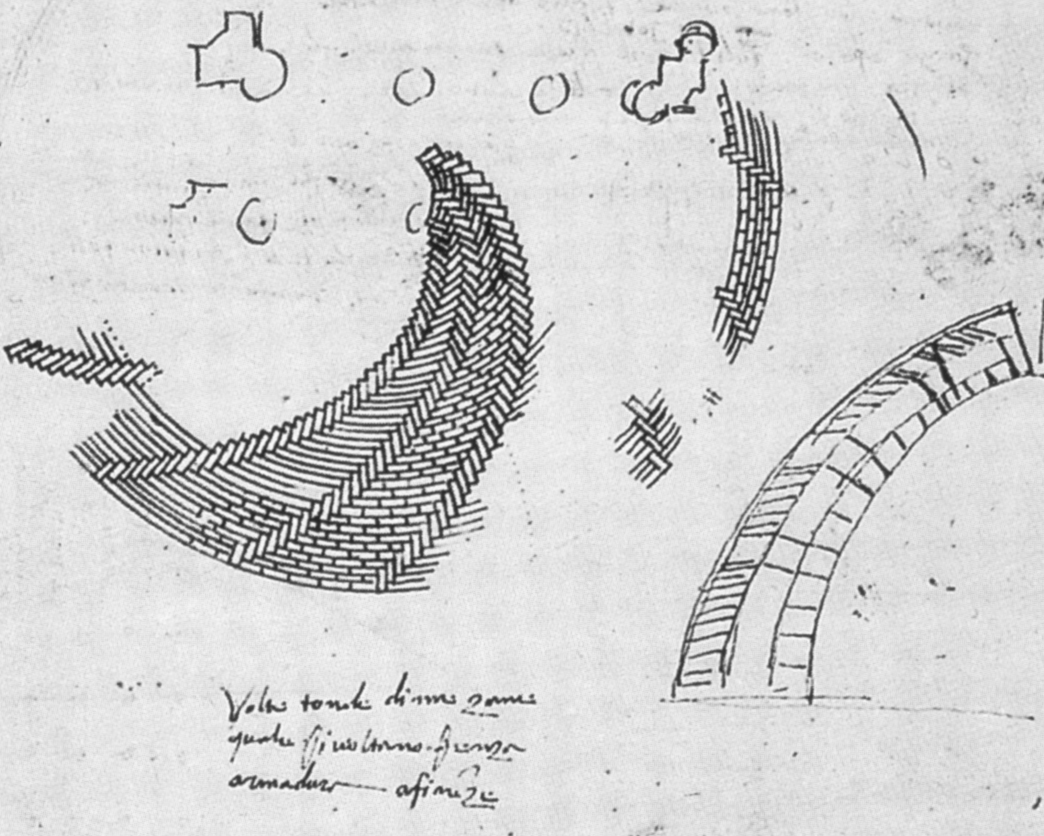
Dessin d'un dôme à chevrons, probablement basé sur des observations du dôme de Brunelleschi. Antonio da Sangallo l'Ancien, début du XVIe siècle. Cabinet de dessins et d'estampes, Galerie des Offices.

Une autre parmi les théories les plus célèbres est celle formulée et publiée par le professeur Massimo Ricci [111] [112] [113]. Selon cette hypothèse, la technique de construction du dôme ne répondrait pas du tout à un dôme de révolution, pas même dans sa structure interne. La méthode utilisée pour sa construction serait un système de cordes radiales qui se croiseraient sur un axe central et seraient attachées à un référentiel fixe [114]. Cette procédure déterminerait la position et l'inclinaison des briques pendant le processus de construction [110], qui n'auraient pas été placées dans une disposition circulaire, mais concaves par rapport au côté opposé de l'octogone [115].
Méthode du modèle en forme de fleur
Après avoir effectué diverses vérifications sur l'intrados des faces du dôme, il a été déduit que la structure du dôme aurait pu se développer dans une direction radiale verticale et non horizontale, comme le suggère l'hypothèse du dôme de révolution. Selon cette nouvelle hypothèse, la structure du dôme aurait été générée comme une succession de rangées radiales inclinées [110]. Brunelleschi aurait utilisé pour cela une courbe « pseudo-circulaire » [note 23], tirée de l'échafaudage circulaire situé à la base des impostes, avec son centre sur la verticale de l'édifice. Cette forme courbe aurait été matérialisée par un système de cordes croisées entre elles et mesurées au fil à plomb sur les diagonales de la base, fixées aux angles intérieurs de l'octogone [114].

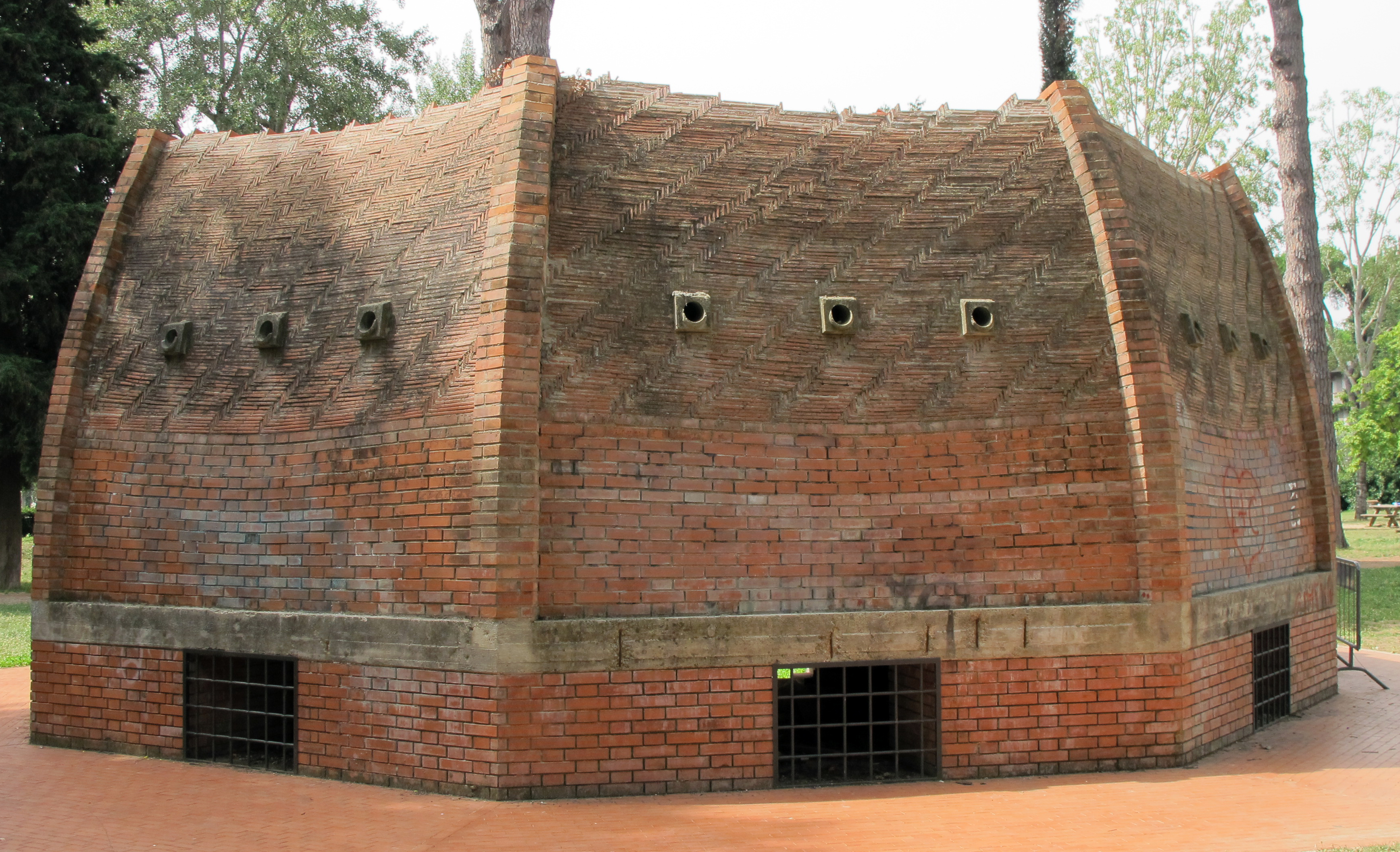
Reconstitution à l'échelle 1:5 du dôme de Brunelleschi, dans le parc d'Anconella à Florence. Au sommet, on peut voir la construction en chevrons, ainsi que la disposition des rangées de briques, qui n'est pas droite, mais suit plutôt une courbe ascendante, appelée corde raide.

De cette façon, il aurait été possible de définir les angles du dôme à l'aide de petits coffrages mobiles. La courbe « pseudo-circulaire » tracerait le contour de chaque panneau au moyen d'une corde mobile fixée sur un côté de la courbe elle-même et passerait également par le centre sur la verticale. Cette corde décrirait une courbe dans chaque panneau suivant ce schéma sous la forme d'une fleur lobée, qui se déplacerait vers le haut à mesure que la construction progresserait en hauteur [117]. Grâce à ce système, les maçons disposeraient d’un repère à chaque point de la construction pour disposer la rangée de briques [118]. Ceux-ci seraient placés en rangées inclinées vers le centre du dôme, avec la liaison à chevrons s'élevant dans une disposition en spirale [119]. Telle serait, selon Ricci, la véritable fonction de la disposition en chevrons : fixer la position radiale exacte de chaque brique (suivant la direction marquée par la corde) lors de sa mise en place, afin qu'elle remplisse sa fonction spécifique [120]. De plus, cette technique aurait permis de construire les huit panneaux de manière indépendante et sans interruption, ce qui aurait évité la difficulté de construire les huit faces en même temps. [110] Selon cette hypothèse, la disposition en corde raide n'aurait aucune fonction structurelle, mais serait une conséquence de la méthode de construction utilisée à l'aide du gabarit en forme de fleur [121].
Cette théorie a été mise en pratique dans une maquette partielle en briques à l'échelle 1:5 érigée sous la direction de Ricci dans le parc d'Anconella à Florence entre 1989 et 2007, avec les techniques et méthodes de construction susmentionnées [110]. L'expérience a également permis de clarifier d'autres aspects plus complexes de la technologie du dôme, comme la disposition structurelle des arcs angulaires, le rôle de la maçonnerie en chevrons ou la capacité de Brunelleschi à contrôler l'avancement de la construction à mesure qu'elle grandissait en hauteur [122]. Selon ceux qui soutiennent cette hypothèse, il ne peut être prouvé que cette méthode ait été utilisée pour la construction du dôme, mais peut-être un système similaire [110].

## La lanterne

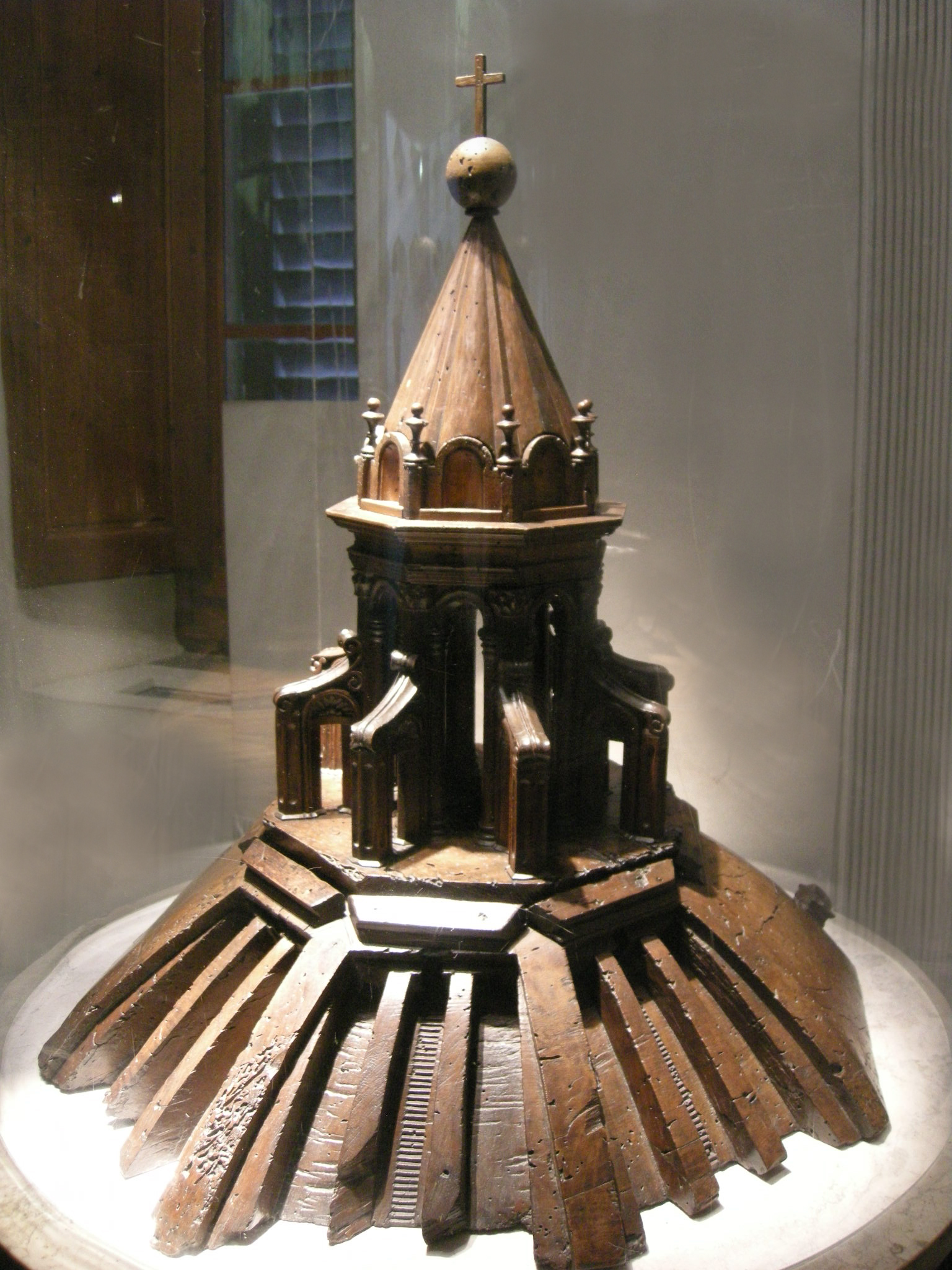
Modèle en bois de la lanterne, reproduction de l'original présenté par Brunelleschi le 31 décembre 1436. Musée de l'Opera del Duomo, Florence.

La lanterne a été mentionnée pour la première fois dans le programme de 1426, lorsque le dôme était presque terminé et fermé avec l'anneau de compression supérieur qui reliait les deux capuchons [15]. Après avoir lancé un autre concours et étudié diverses propositions, l'Opéra a commandé à Brunelleschi la réalisation d'une maquette [123] [note 24]. Le 31 décembre 1436, le projet présenté par l'architecte fut approuvé, considéré comme le mieux proportionné, le plus solide, le plus léger, le plus brillant et le mieux étanche [16]. Le 15 avril 1446, peu après la pose de la première pierre, Brunelleschi meurt [35]. Après sa mort, divers artistes ont continué sa construction selon ses plans, parmi lesquels ses compagnons et disciples : Michelozzo di Bartolomeo, Antonio Ciaccheri, Bernardo del Borra (Bernardo Rossellino) et Tommaso Succhielli, qui l'acheva le 23 avril 1461 [16]. Diverses machines et inventions conçues par Brunelleschi lui-même ont servi à sa construction, notamment une grue à flèche et un cadre en bois [125].
Le dessin de la lanterne poursuit la forme polygonale du dôme. Elle est constituée d'un prisme octogonal central de six mètres de diamètre et de seize mètres de hauteur, qui repose sur une plate-forme en marbre maintenue par la chaîne de pierre qui ferme le dôme à son sommet. Ses bords sont entourés de huit contreforts terminés en volute et reposant sur huit pilastres couronnés de chapiteaux corinthiens. Sur ses façades se trouvent huit fenêtres stylisées de neuf mètres de hauteur [126]. Sur le prisme se trouve une pièce conique cannelée en forme d'aiguille, ornée d'arcs semi-circulaires sur ses faces. Le 30 mai 1471, un fleuron en bronze, conçu par Andrea Verrocchio [35] et couronné d'une croix, fut installé au sommet. Les machines de Brunelleschi furent également nécessaires pour le soulever, une opération réalisée par les assistants de l'atelier de Verrocchio, dont le jeune Léonard de Vinci [92].
En 1475, le mathématicien Paolo dal Pozzo Toscanelli installa le gnomon d'un cadran solaire à la base de la lanterne, au moyen duquel il put calculer l'orbite de la Terre autour du Soleil avec une grande précision [127].

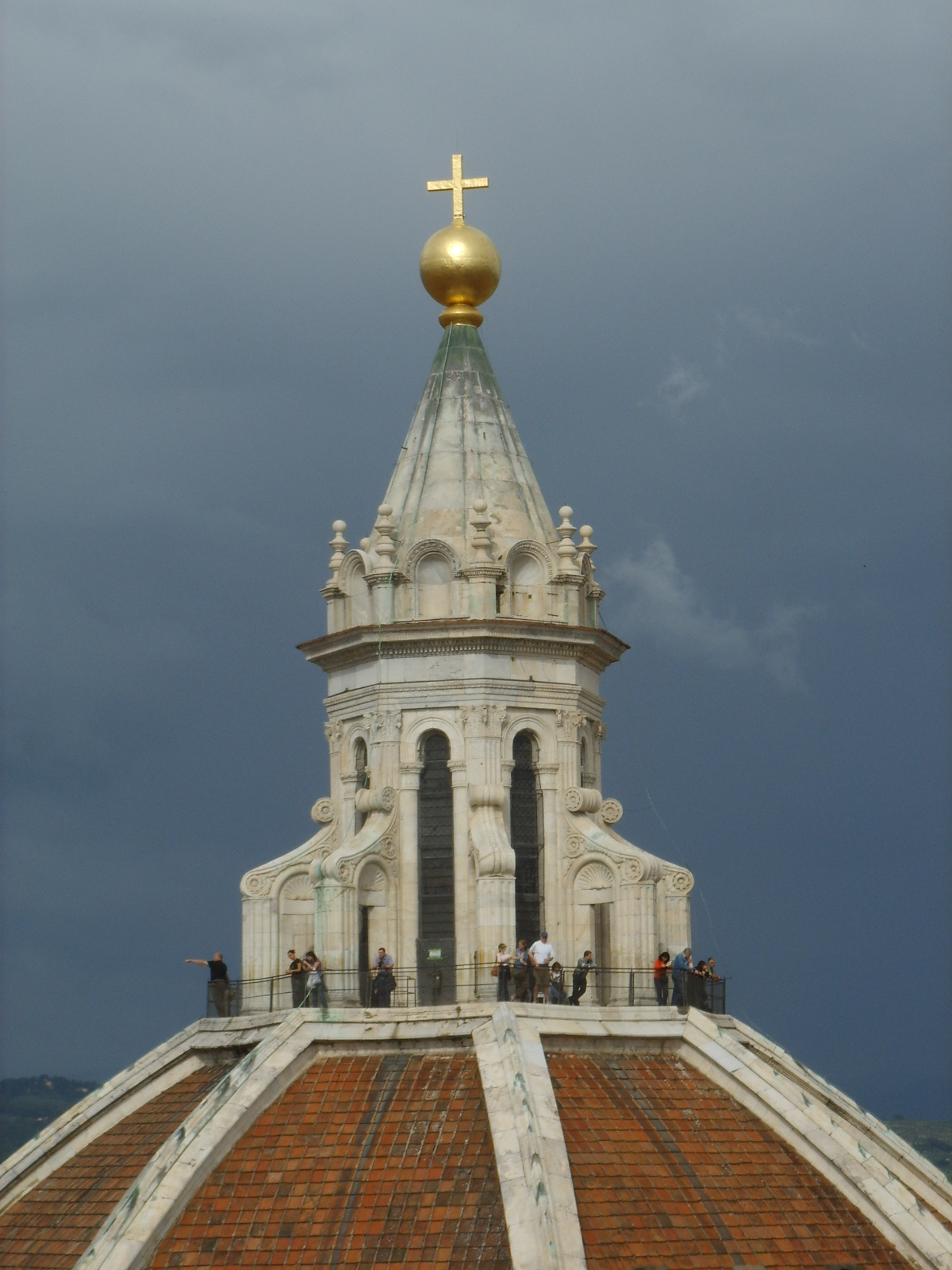
Détail de la lanterne vue depuis le campanile.

Formellement, la lanterne représente l'axe visuel de la cathédrale et sert de point culminant aux lignes ascendantes des huit grandes nervures verticales. On pense que Brunelleschi a pu s'inspirer, pour sa conception, de l'orfèvrerie religieuse, comme les brûle-parfums ou les ostensoirs, agrandis à une échelle monumentale. La lanterne finalement construite a peut-être subi des modifications par rapport au projet d'origine, avec une ornementation plus élégante et raffinée, conforme au goût du milieu du XVe siècle, dominée par la figure de Leon Battista Alberti [128].
La lanterne a une fonction très importante dans la statique globale, car elle stabilise l'anneau de compression du dôme [129] [130]. Les huit nervures verticales convergent vers sa base et se prolongent dans les contreforts, de sorte que le poids de la lanterne est déchargé sur elles et transmis par les nervures [35]. D’autre part, les contraintes agissant sur la structure sont si importantes que les nervures elles-mêmes ont tendance à se plier vers l’intérieur sous l’effet des charges et de leur propre poids. Le poids énorme de la lanterne, environ 750 tonnes, contrecarre la poussée vers l'intérieur de la base du dôme [131].
La lanterne a subi de nombreuses vicissitudes au cours de l’histoire. Dans la nuit du 5 avril 1492, la foudre la frappa, en détruisant près de la moitié, mais ne causant aucun dommage significatif [36]. Dans la nuit du 26 au 27 janvier 1601, vers 5 heures du matin, la sphère s'effondra à cause d'un autre coup de foudre. Le dôme fut endommagé à plusieurs endroits [note 25], et la boule dut être remplacée en 1602. Derrière le carré sous le dôme, un disque de marbre marque encore l'endroit exact où elle s'écrasa au sol [2]. En 1859, un paratonnerre fut installé pour protéger la lanterne et la sphère [36].

## Le revêtement du tambour

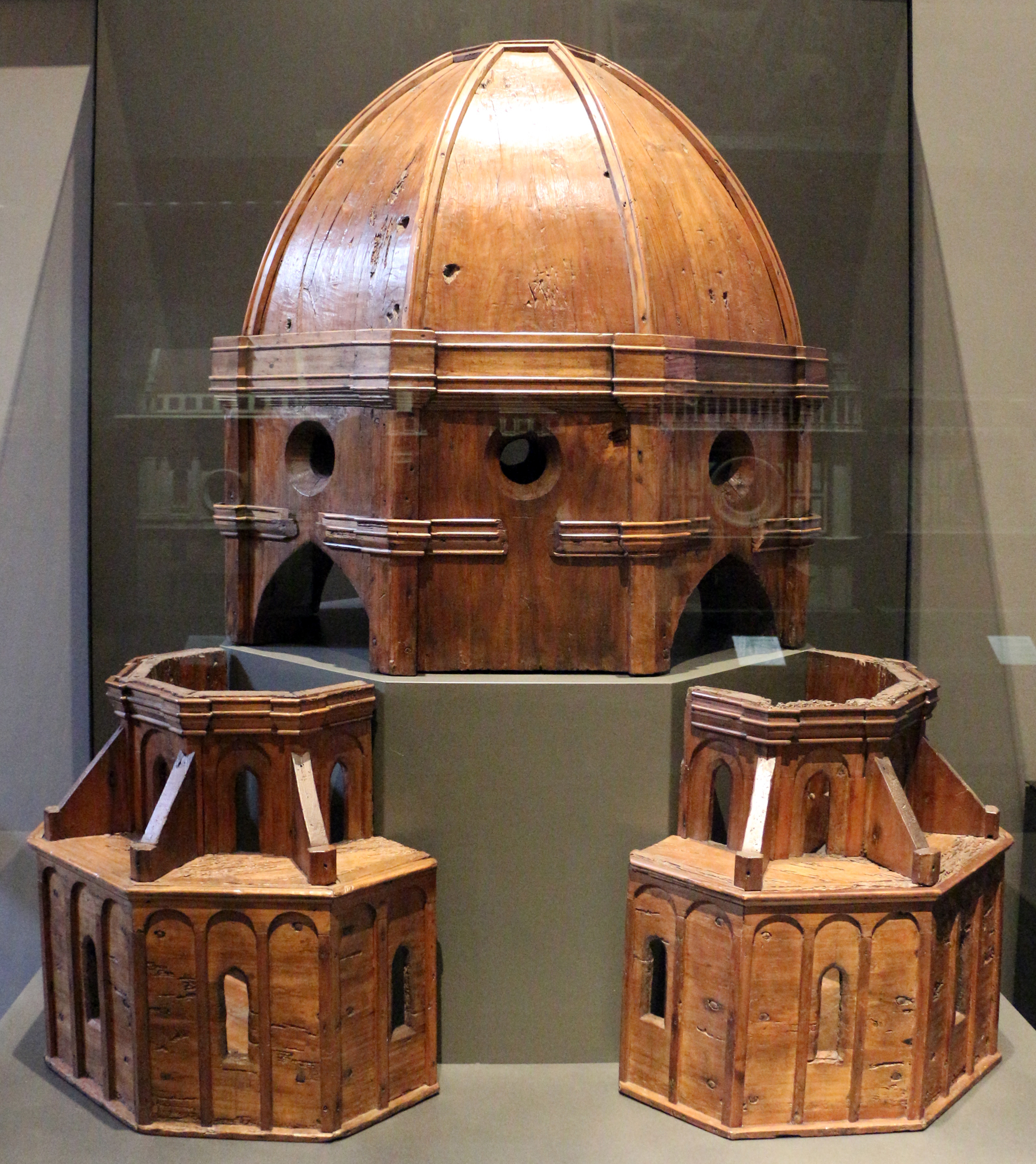
Maquette en bois du dôme et des tribunes, attribuée à Brunelleschi. Musée de l'Opéra du Duomo.

Une fois la construction du dôme terminée, il ne restait plus qu'à décorer l'extérieur du tambour octogonal. Une première esquisse, quant aux dimensions, avait déjà été réalisée par Brunelleschi dans le modèle en bois attribué à l'architecte lui-même et conservé au Musée de l'Opéra du Duomo [ 133 ]. Ce modèle fut suivi d'un autre, réalisé par Antonio Ciaccheri entre 1452 et 1460, qui incluait probablement quelques indications de Brunelleschi lui-même [ 134 ]. Parmi ces projets du début du XVe siècle figurait également un modèle attribué à Giuliano da Maiano [ 135 ].
Cette question resta sans solution jusqu'au début du XVIe siècle, lorsqu'un concours fut organisé pour l'achèvement du tambour. Différents architectes y ont participé, chacun avec sa propre maquette en bois. Andrea Sansovino proposa un couronnement avec un balustre entouré de colonnes ioniques, tandis que Giuliano et Antonio da Sangallo l'Ancien proposaient un modèle sans balustrade [ 17 ]. Un autre projet a été présenté par Simone del Pollaiolo, en collaboration avec Giuliano da Sangallo et Baccio d'Agnolo [ 136 ].

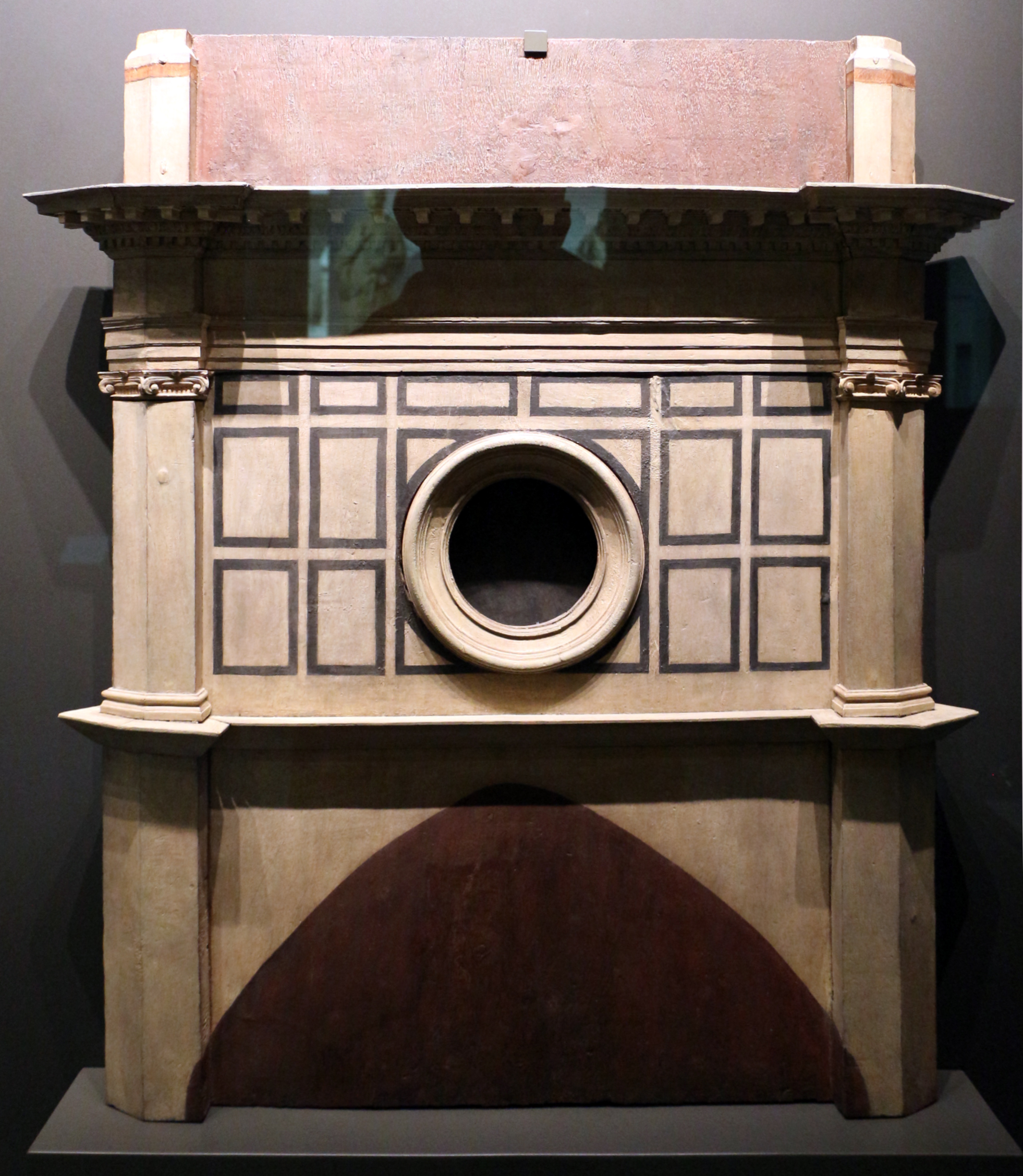
Modèle en bois numéro 143, attribué à Michel-Ange, 1507.

L'été 1507, l'Opéra de Santa Maria del Fiore commanda à Michel-Ange un dessin ou une maquette pour le concours de tambours qui devait se tenir avant la fin du mois d'août. Selon l'auteur Giuseppe Marchini, l'artiste aurait envoyé quelques croquis à un menuisier de Florence pour la construction du modèle [ note 26 ]. Le projet proposait dans les grandes lignes de maintenir une certaine continuité avec la structure préexistante en insérant une série de pièces rectangulaires en marbre vert de Prato alignées avec les chapiteaux des pilastres d'angle. Un autre entablement fut prévu, fermé par une corniche, semblable à celle du Palais Strozzi. La conception serait complétée par une série de huit statues placées au sommet, correspondant aux huit nervures du dôme. Cependant, ce projet ne fut pas retenu par le jury [ 134 ].
En 1512, la décision fut prise de commencer les travaux d'achèvement du tambour selon le projet conçu par Baccio d'Agnolo avec Pollaiolo et Giuliano da Sangallo, les vainqueurs du concours. La réglementation exigeait qu'ils travaillent en équipe et qu'ils adhèrent à la proposition qui avait été partiellement élaborée jusqu'alors, afin d'éviter des dépassements de coûts inutiles [ 134 ]. D'Agnolo lui-même, alors en charge de l'Opera di Santa Maria del Fiore, fut chargé de poursuivre les travaux après la mort de Pollaiolo et le départ de Sangallo [ 17 ]. Le projet comprenait une frise d'inspiration classique et deux pilastres sur les côtés des oculi. Il comprenait également l'incorporation d'un balcon solide et continu au sommet du tambour, soutenu par des colonnes de marbre blanc, avec neuf arcades de chaque côté divisées par des pilastres [ 134 ]. Le balcon était composé de trois parties : un couloir central et deux balustrades, une inférieure et une supérieure. On accédait à la partie centrale par les portes ouvertes par Brunelleschi dans le tambour [ 138 ]. Cette solution utilisant un balcon continu avait déjà été prévue par l'architecte dans le document de 1420 [ 17 ].

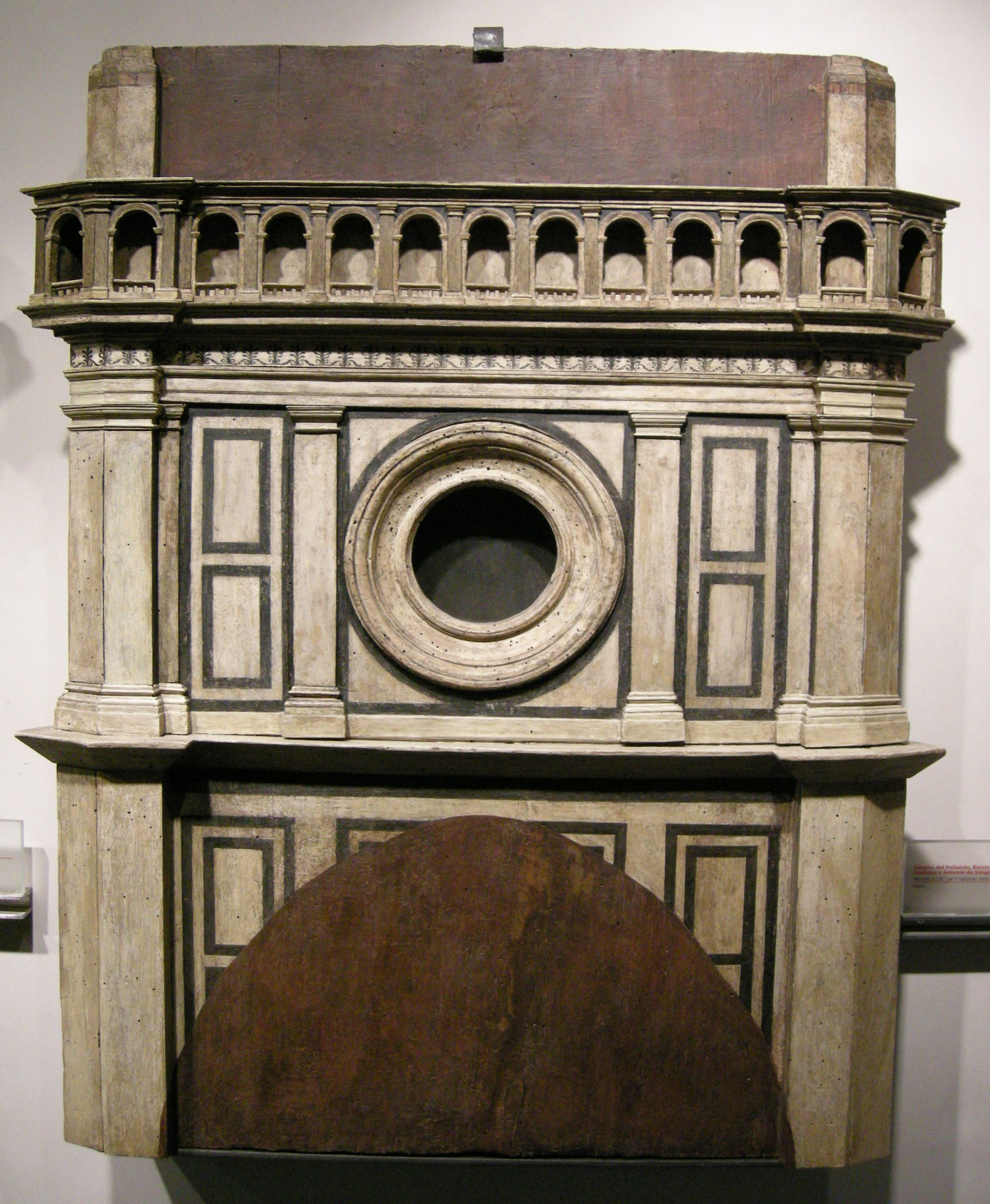
Maquette en bois du tambour et de la balustrade du couloir par Simone del Pollaiolo, Baccio d'Agnolo et Giuliano da Sangallo.

Quelques modifications ont été apportées pendant la phase de construction. Les balustres ont été remplacés par de plus robustes, deux arcs ont été ajoutés de chaque côté et des rainures ont été pratiquées dans les pilastres [ 134 ]. Cependant, les travaux furent interrompus en 1515, la balustrade étant achevée uniquement du côté de la coupole donnant sur la Via del Proconsolo. Les raisons de l'arrêt peuvent être dues au manque de succès auprès des Florentins ou aux critiques exprimées par les citoyens, et surtout par Michel-Ange [ 139 ] [ note 27 ].
Vers 1516, Michel-Ange réalisa quelques dessins pour l'achèvement du tambour, qui sont conservés dans la maison Buonarroti [ 134 ]. Il fit probablement construire un nouveau modèle en bois [ note 28 ], où la balustrade fut à nouveau supprimée au profit d'un plus grand relief des éléments porteurs. Plus précisément, l'un des dessins montre l'ajout de colonnes appariées, situées aux angles de l'octogone et couronnées de plusieurs corniches en saillie [ 17 ]. On pense que ce schéma aurait pu être utilisé plus tard pour le dôme de la basilique Saint-Pierre au Vatican. Cependant, les idées de Michel-Ange ne sont restées qu'à l'état de projet et le tambour est resté incomplet sur sept de ses huit côtés [ 134 ].
En 1694, les architectes Gherardo et Pier Francesco Silvani recommandèrent de renforcer le balcon continu, car il avait subi plusieurs mouvements, alors qu'il avait sécurisé à plusieurs reprises [ 134 ]. On pense que le poids énorme de la balustrade achevée aurait pu créer des problèmes de stabilité pour le dôme [ 142 ].
Au Musée de l'Opéra du Duomo sont conservés huit modèles en bois représentant un côté du tambour, qui ont été soumis à un concours. Les numéros 136 et 137 appartiennent au  XVe siècle, tandis que ceux catalogués sous les numéros 139 à 144 sont du XVIe siècle. Le plus ancien de tous, le numéro 136, est attribué à Ciaccheri, tandis que des doutes subsistent quant à la paternité des sept autres [ 143 ].

## Modèles et influences possibles

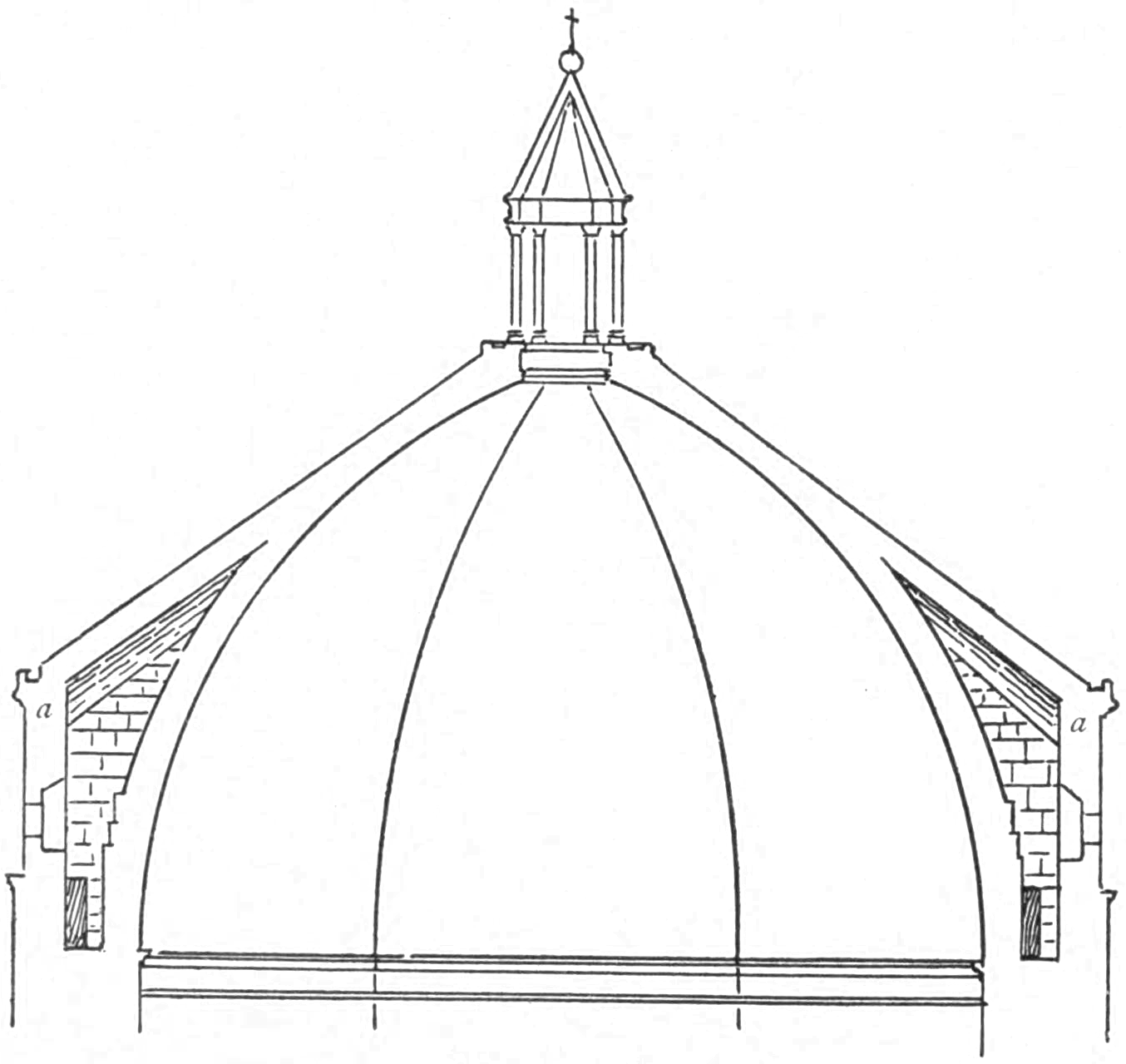
Section du baptistère de San Giovanni à Florence. Charles Herbert Moore, Le caractère de l'architecture de la Renaissance, Fig. 4. 1905.

Brunelleschi manquait de références technologiques pour résoudre le problème de la construction d'un dôme nervuré, c'est-à-dire d'une voûte en berceau pointu avec un plan octogonal, il a donc dû littéralement inventer la procédure de construction utilisée tout au long du processus. Tous les dômes qui ont été proposés comme modèles pour Florence étaient soit révolutionnaires (autoportants), soit réalisés avec des coffrages et des fermes, tandis que celui de Santa Maria del Fiore n'était pas basé sur ces systèmes. Malgré la nouveauté de la technique finalement utilisée, diverses hypothèses ont été formulées sur les sources possibles qui auraient pu inspirer l'architecte : d'une part, les précédents florentins, d'autre part, les structures voûtées de l'époque romaine et enfin, la tradition constructive de la Perse.
Plusieurs auteurs s'accordent à dire que Brunelleschi avait à l'esprit la géométrie et la technique de construction du toit du baptistère Saint-Jean de Florence, réalisé au moyen d'un dôme pointu sur un plan octogonal [ 144 ] [ 145 ]. Ce dôme, qui part d'un niveau inférieur à la ligne de couronnement des murs extérieurs, est couvert d'un toit pyramidal octogonal en pierre. Entre les murs intérieurs et les murs d'enceinte, il y a un espace de 1,25 m de large [ 144 ]. Cependant, la technique du gréement à chevrons n'a pas été utilisée dans sa construction [ 146 ].

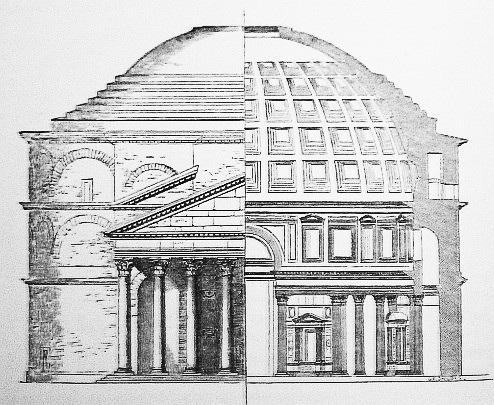
Élévation et coupe du Panthéon, à Rome.

En ce qui concerne la deuxième source d'inspiration, le biographe Antonio di Tuccio Manetti raconte que Brunelleschi passa plusieurs années d'études à Rome, [ 147 ] peut-être attiré par la découverte d'objets et de sculptures typiques de ces années. Au début du  XVe siècle, la Ville éternelle était un immense site archéologique [ 148 ]. Durant son séjour, il se serait inspiré de l'architecture classique et aurait appris les théories de Vitruve, selon lesquelles toute architecture était basée sur un module et une grille géométrique [ 149 ]. Il aurait également pu connaître la disposition en chevrons après l'avoir observée dans divers édifices romains [ 150 ].
Le dôme le plus célèbre de l'époque romaine, le Panthéon d'Agrippa, est une coupole hémisphérique de révolution de dimensions similaires à Santa Maria del Fiore. [ 151 ] Son diamètre de 43 m et son oculus supérieur de 8 m ont peut-être inspiré Brunelleschi dans sa conception [ 22 ]. Cependant, celui de Rome a une seule coque, en béton à caissons [ 152 ], une technique de construction qui n'était pas reproductible et devait être complètement incompréhensible dans l'Italie du début de la Renaissance, qui avait perdu la tradition romaine du béton [ 153 ]. De l'étude de l'extérieur, Brunelleschi aurait tout au plus pu apprécier que la forme en gradins s'élevait selon une forme circulaire et que, par conséquent, les dômes romains contenaient généralement un anneau circulaire complet à chaque niveau de leur épaisseur. Brunelleschi connaissait peut-être le dôme de la Domus Aurea, élevé sur un pavillon octogonal et construit en béton frais, qui nécessitait un coffrage lors de la prise [ 154 ]. Lors de sa construction, sa forme polygonale initiale s'est transformée en une forme circulaire à mesure qu'elle s'élevait et se rétrécissait, une technique utilisée dans divers édifices romains [ 150 ].

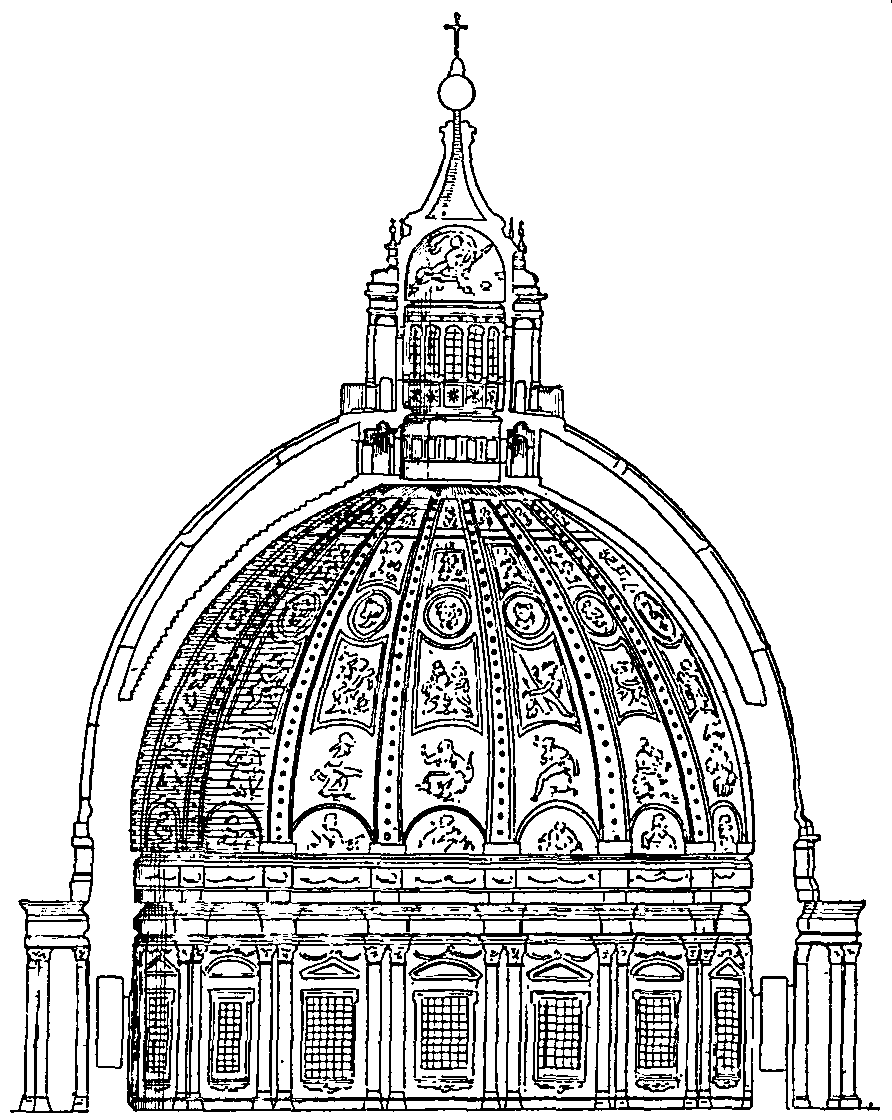
Section du dôme de Saint-Pierre de Rome, où l'on peut voir la double calotte. Léon Palustre, L'Architecture de la Renaissance, 1892.

L'hypothèse du voyage romain de Brunelleschi est généralement acceptée par tous les critiques [ 155 ], bien qu'il ait été récemment suggéré que, si le dôme du Panthéon de Rome ne pouvait à l'origine de celui de Florence, rien dans l'œuvre du grand architecte ne devait nécessairement être lié à des éléments architecturaux qui n'étaient visibles qu'à Rome. Le voyage à Rome était donc possible, mais pas indispensable à la formation des canons architecturaux brunelleschiens [ 156 ].
En ce qui concerne l'influence de la Perse, on a émis l'hypothèse que l'architecte était familier avec les techniques de construction des mausolées orientaux, compte tenu des échanges commerciaux importants avec le Moyen-Orient, bien que les rapports entre ces deux architectures ne soit pas claire. [ 152 ] Le double dôme élevé sans faux-œuvre du mausolée de Soltaniyeh en Iran, construit entre 1302 et 1312 [ 157 ], la construction des murs en chevrons des premiers bâtiments seldjoukides du Xe siècle, ou les mosquées ultérieures d'Ispahan et d'Ardistan sont comparables au langage structurel et à la technique de Brunelleschi [ 146 ], bien que différant substantiellement dans les matériaux, la construction des murs et les dimensions [ 158 ].

### Influences ultérieures
Le dôme de Santa Maria del Fiore a également servi d'inspiration pour des constructions ultérieures. Giuliano da Sangallo l'a pris comme modèle pour la coupole du sanctuaire de la Sainte Maison de Lorette en 1500, bien qu'avec une seule calotte. La lanterne ressemble également à celle de Brunelleschi et a été réalisée par Giuseppe Sacconi en 1889 [ 159 ]. Antonio da Sangallo le Jeune a étudié le dôme pour son projet de lanterne pour Saint-Pierre de Rome [ 160 ].
En 1546, Michel-Ange analysa la structure du dôme et la réinterpréta dans son projet pour le dôme de Saint-Pierre [ note 29 ], où il adopta une solution similaire à double coque [ note 30 ]. Il introduisit également un système de seize nervures qui convergeaient vers la couronne, joignaient les deux calottes et maintenaient la lanterne [ 162 ] [ 163 ].
Giorgio Vasari l'a pris comme exemple pour la basilique de la Madone de l'Humilité à Pistoia et le temple de Saint Étienne Victorieux à Foiano della Chiana. Dans son livre Le Vite, il consacre une grande partie de ses écrits à la biographie de Brunelleschi et à la narration du processus de construction du dôme [ 160 ].
À Barberino Val d'Elsa, dans la ville de Semifonte, se trouve la chapelle de Saint-Michel Archange, une copie à l'échelle 1:8 du dôme de Brunelleschi, construite par Santi di Tito en 1597 [ 164 ].

## Fresques

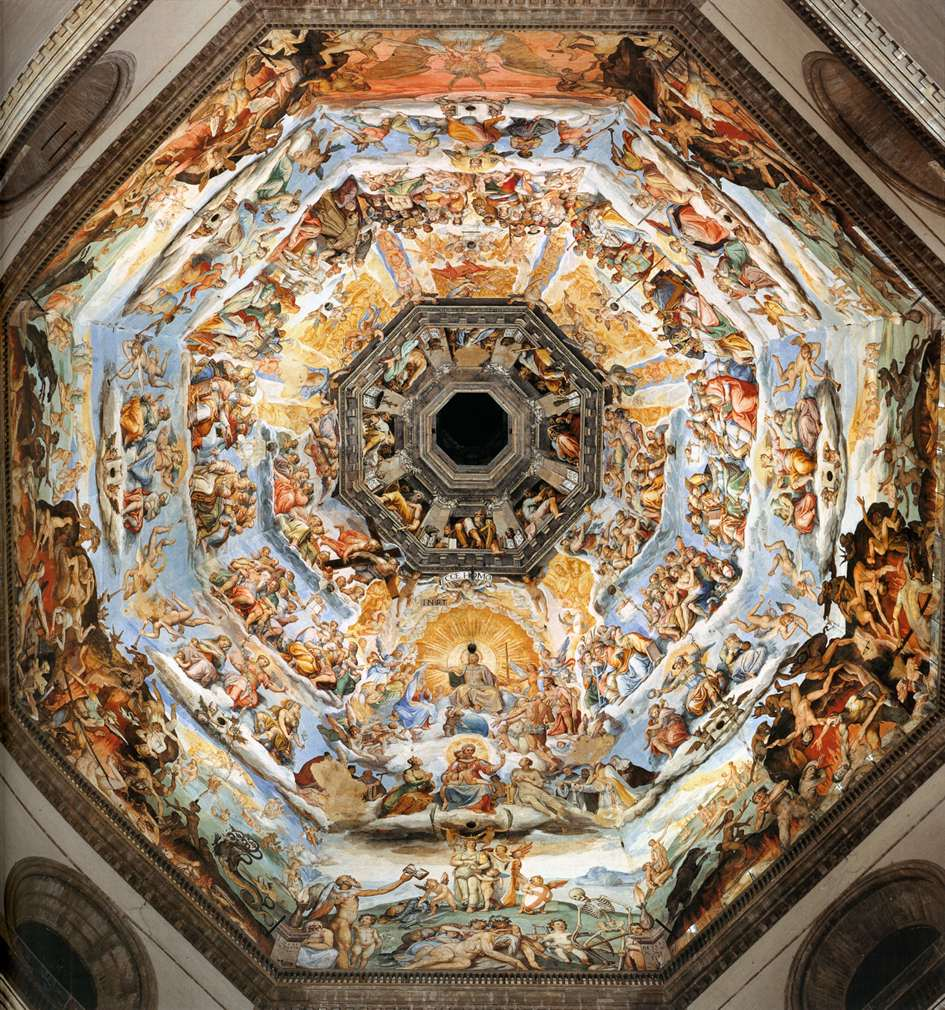
Intérieur de la coupole avec la fresque du Jugement dernier, commencée par Giorgio Vasari et en grande partie achevée par Federico Zuccari et ses collaborateurs.

Bien que construit à l'aide de techniques innovantes, le dôme s'est toujours directement inspiré du baptistère, dont il a pris le développement et la forme octogonale. Initialement, une décoration intérieure en mosaïque était prévue, autre élément commun avec la coupole romane. Brunelleschi a réalisé plusieurs esquisses que les ouvriers auraient pu utiliser pour l'ornementation de l'immense surface intérieure du dôme, mesurant plus de 3 600 m² [ 18 ]. Selon l'historien Alessandro Parronchi, l'architecte avait prévu de représenter l'Enfer et le Paradis d'après la Divine Comédie de Dante. Les illustrations réalisées par Boticelli du poème au début des années 1470 pourraient être liées à ce projet [ 17 ].
Cependant, la technique de la mosaïque était déjà très peu utilisée à cette époque et considérée comme extrêmement coûteuse. De plus, on craignait que le liant utilisé pour fixer les tesselles puisse augmenter le poids total. Ce problème ne semble pas très important aujourd'hui, connaissant l'énorme poids du dôme et sa résistance, mais à l'époque, il était considéré comme une raison essentielle pour abandonner le projet au profit d'une décoration utilisant la technique de la fresque [ 18 ].

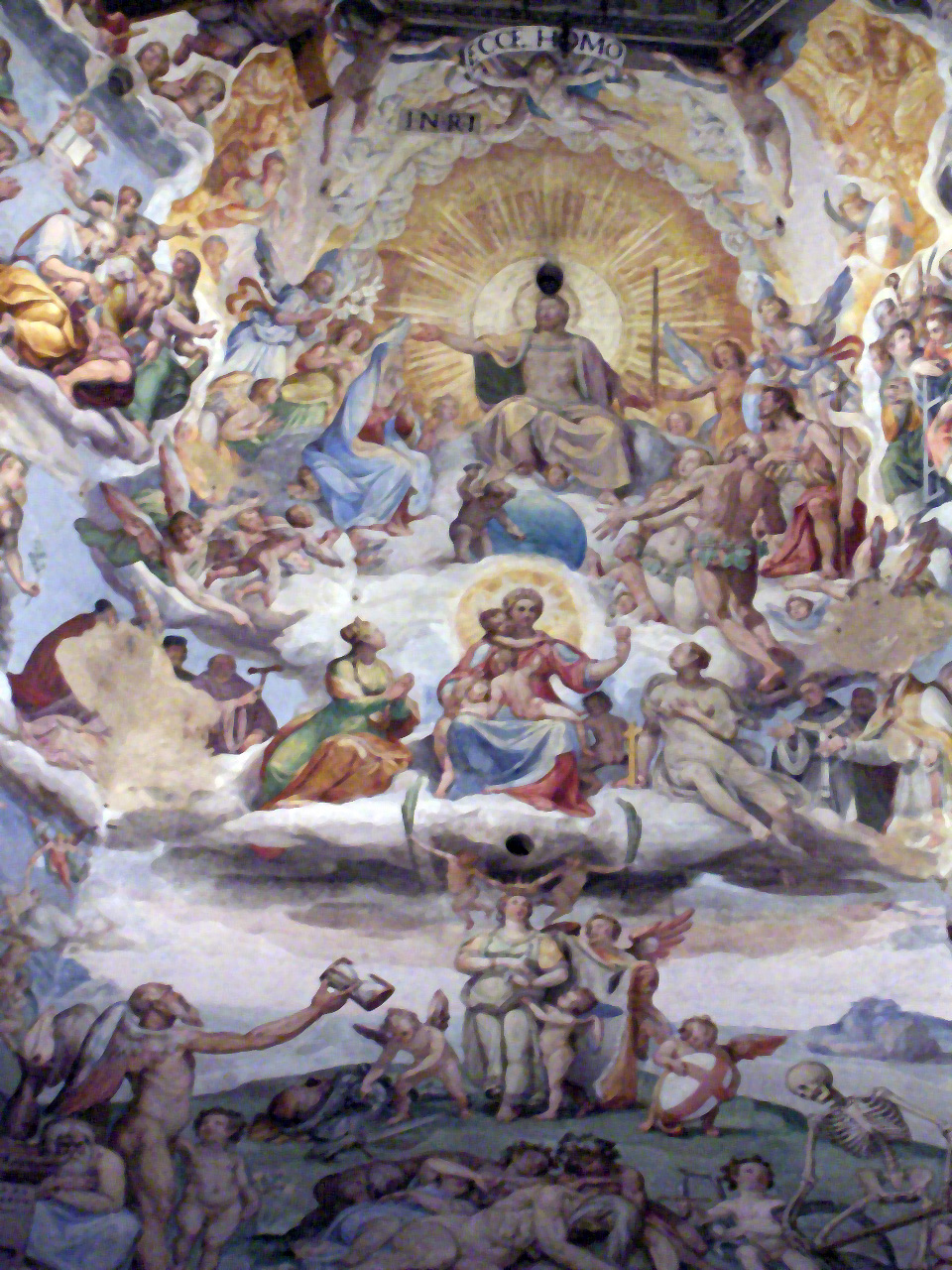
Détail du Christ sur le trône de Federico Zuccari.

Les travaux ne commencèrent qu'en 1572, en pleine période maniériste, un siècle après l'achèvement des travaux de maçonnerie. Le grand-duc Cosme Ier de Médicis choisit le thème du Jugement dernier pour décorer l'énorme coupole, et confia la tâche à Giorgio Vasari, avec la collaboration de Vincenzo Borghini dans le choix du thème iconographique. À la mort de Vasari, seule la première des bandes concentriques prévues avait été achevée, la plus petite d'entre elles, située au sommet autour de l'oculus octogonal recouvert par la lanterne [ 165 ].
Il fut remplacé par Federico Zuccari qui, en quelques années et selon ses propres dires, presque sans aide, compléta à la détrempe l'immense cycle figuratif, l'un des plus grands au monde en superficie, et l'un des chefs-d'œuvre du maniérisme [ 18 ]. Parmi les plus de 700 figures sont représentés 248 anges, 235 âmes, 21 personnifications, 102 figures religieuses, 35 condamnés, 13 portraits, 14 monstres, 23 enfants et 12 animaux [ 166 ]. Le peintre lui-même, dans son testament, se souvient fièrement d'avoir conçu et achevé l'œuvre, dont il mentionne notamment le grand Lucifer, haut de treize brasses florentines (environ 8,5 m). Il a évidemment eu recours à de nombreux assistants, parmi lesquels le jeune Domenico Cresti. Les travaux furent achevés en 1579, trois ans seulement après le début des travaux [ 18 ].
Le contenu du cycle était celui adopté au Concile de Trente, qui avait révisé la doctrine catholique médiévale, en l'ordonnant de manière claire [ 18 ]. Le dôme était divisé en six anneaux concentriques et huit bandes verticales. En haut, la lanterne centrale est entourée des 24 prophètes de l'Apocalypse, placés en groupes de trois personnages dans chaque bande. En partant du haut, chaque bande verticale comprend quatre scènes représentées dans chacun des anneaux, organisées de haut en bas selon le schéma suivant :

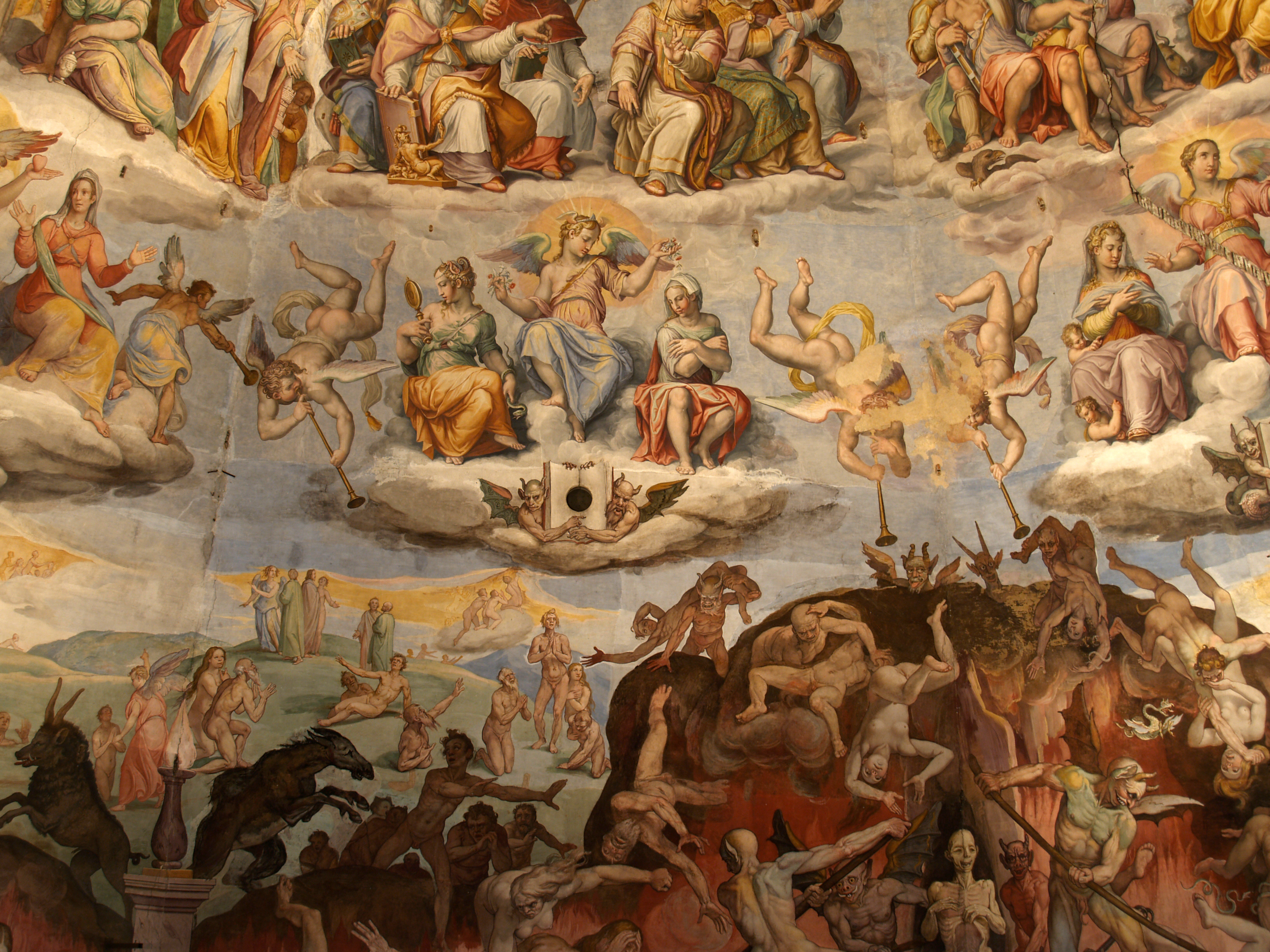
Détail de la fresque, représentant des anges, des saints et les élus en haut et l'Enfer en bas.

- un chœur d' anges avec instruments de la Passion (deuxième sonnerie) ;
- une catégorie de Saints et d’Élus (troisième anneau) ;
- une triade de personnages représentant un don du Saint-Esprit , les sept vertus et les sept Béatitudes ;
- une région de l'Enfer dominée par un péché mortel [ 167 ].

Dans la bande orientale, face à la nef centrale , les quatre anneaux deviennent trois pour laisser place au grand Christ en Majesté, en contraste avec l'image de Lucifer, située dans la bande opposée. Le Christ Juge, représenté avec un grand hiératisme, se situe entre la Vierge Marie et Saint Jean-Baptiste. Au-dessous d'eux se trouvent les trois vertus théologales : la Foi, l'Espérance et la Charité, suivies en dessous par des figures allégoriques représentant le Temps [ note 31 ] et l'Église triomphale [ 167 ]. Parmi les élus, le peintre a représenté une large galerie de figures contemporaines, telles que les mécènes de la famille Médicis, l'Empereur, le roi de France, Vasari, Borghini, Giambologna et d'autres artistes, y compris lui-même et plusieurs de ses parents et amis [ 18 ]. Zuccari a également ajouté sa signature et la date.
En 1980, un long processus de restauration des fresques de la coupole de Santa Maria del Fiore a commencé, qui s'est poursuivi jusqu'en 1995 [ 18 ].
- Article connexe : Histoire des dômes de la Renaissance italienne (es).